# Argumento ontológico

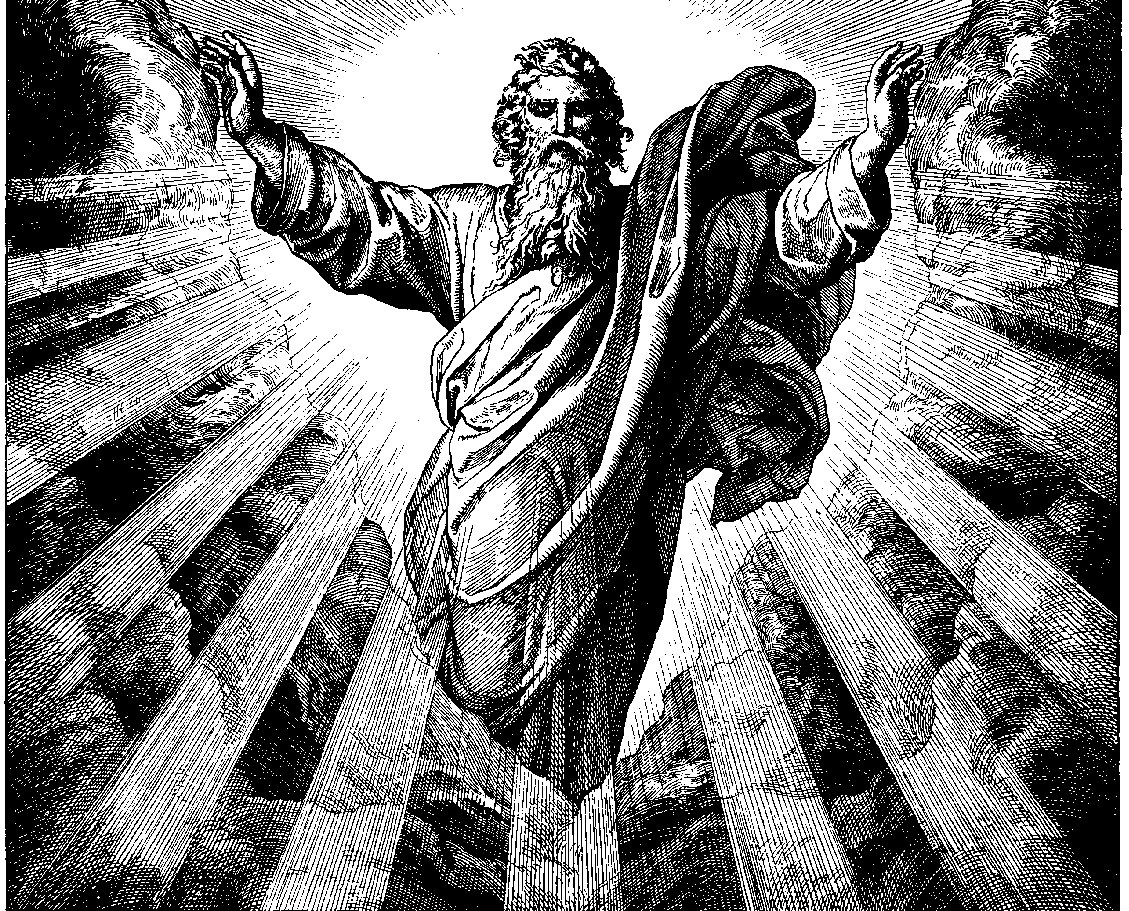
Un argumento ontológico trata de demostrar que el concepto de Dios implica necesariamente su existencia.

El argumento ontológico es un argumento filosófico deductivo a priori a favor de la existencia de Dios. Se llama ontológico, porque su prueba se basa en la definición o concepto de «lo que es» (ontos) de Dios: está en el ser o esencia de Dios existir. Muchos argumentos entran en la categoría de lo ontológico, y tienden a involucrar a los argumentos sobre el estado de ser o existir. Más específicamente, los argumentos ontológicos tienden a comenzar con una teoría a priori sobre la organización del universo. Si esa estructura organizacional es verdadera, el argumento proveerá las razones por las cuales Dios debe existir.
El primer argumento ontológico en la tradición cristiana occidental fue propuesto por Anselmo de Canterbury en su obra de 1078, Proslogion. Anselmo definió a Dios como «aquel del que nada más grande [que él] puede ser pensado», y argumentó que este ser debe existir en la mente, incluso en la mente de la persona que niega la existencia de Dios. Sugirió que, si el mayor ser posible existe en la mente, también debe existir en la realidad. Si solo existe en la mente, entonces un ser aún mayor debe ser posible: uno que existe tanto en la mente como en la realidad. Por lo tanto, este ser más grande posible debe existir en la realidad.
El filósofo francés del siglo XVII, René Descartes, describió un argumento similar. Descartes publicó varias variaciones de su argumento, cada una de las cuales se centraba en la idea de que la existencia de Dios es inmediatamente deducible de una idea «clara y distinta» de un ser supremamente perfecto. A principios del siglo XVIII, Gottfried Leibniz revisó las ideas de Descartes, argumentando que lo que el argumento ontológico sí puede establecer es que Dios, por definición como ser necesario, tendría que ser o bien imposible o bien real, pues hablar de un ser necesario meramente posible (posible pero no real) sería una contradicción en los términos. Un argumento ontológico más reciente vino de Kurt Gödel, quien propuso un argumento formal para la existencia de Dios. Norman Malcolm revivió el argumento ontológico en 1960 cuando encontró un segundo argumento ontológico más fuerte en la obra de Anselmo; Alvin Plantinga desafió este argumento y propuso una alternativa, basada en la lógica modal. También se han realizado intentos para validar la prueba de Anselmo utilizando una demostración automática de teoremas. Otros argumentos han sido categorizados como ontológicos, incluyendo los argüidos por el filósofo islámico Mulla Sadra.
Desde su propuesta, pocas ideas filosóficas han generado tanto interés y discusión como el argumento ontológico. Casi todas las grandes mentes de la filosofía occidental han encontrado al argumento digno de su atención, y se han desarrollado una serie de críticas y objeciones. El primer crítico del argumento ontológico fue un contemporáneo de Anselmo, Gaunilo de Marmoutiers. Utilizó la analogía de una isla perfecta, sugiriendo que el argumento ontológico podría ser usado para probar la existencia de cualquier cosa. Esta fue la primera de muchas parodias, todas las cuales intentaron demostrar que el argumento tiene consecuencias absurdas. Luego, Tomás de Aquino rechazó el argumento sobre la base de que los seres humanos no pueden conocer la naturaleza de Dios. Posteriormente, David Hume ofreció una objeción empírica, criticando su falta de razonamiento probatorio y rechazando la idea de que cualquier cosa puede existir necesariamente. La crítica de Immanuel Kant (quien le dio dicho nombre al argumento) se basaba en lo que él veía como la falsa premisa de que la existencia es un predicado. Argumentó que «existir» no añade nada (incluyendo la perfección) a la esencia de un ser, y así un ser «supremamente perfecto» puede ser concebido para no existir. «La opinión de que la existencia no es una propiedad de los individuos se convirtió en la opinión común a principios del siglo XX». Gottlob Frege y Bertrand Russell sostuvieron que la existencia no es una propiedad de individuos, sino una propiedad de segundo orden. Según Mario Bunge, la concepción actualmente aceptada es que la existencia no es un predicado sino un cuantificador llamado «cuantificador existencial». Finalmente, filósofos, incluyendo a C. D. Broad, descartaron la coherencia de un ser máximamente grande, proponiendo que algunos atributos de grandeza son incompatibles con otros, haciendo que el «ser máximamente grande» sea incoherente. Aunque la mayoría de filósofos actuales lo rechazan, ha sido y es defendido por notables filósofos y trata cuestiones importantes acerca de la ontología, metafísica y el lenguaje.
Los defensores contemporáneos del argumento ontológico incluyen a Alvin Plantinga, Yujin Nagasawa y Robert Maydole.

## Clasificación
La definición tradicional de un argumento ontológico fue dada por Immanuel Kant. Contrastó el argumento ontológico (literalmente cualquier argumento «relacionado con el ser») con los argumentos cosmológicos y fisio-teóricos. Según el punto de vista kantiano, los argumentos ontológicos son aquellos basados en un razonamiento a priori.
Graham Oppy, que en otras partes expresó la opinión de que «no ve ninguna razón urgente» para apartarse de la definición tradicional, definió los argumentos ontológicos como aquellos que comienzan con «nada más que premisas analíticas, a priori y necesarias» y concluyen que Dios existe. Oppy admitió, sin embargo, que no todas las «características tradicionales» de un argumento ontológico (analiticidad, necesidad y prioridad) se encuentran en todos los argumentos ontológicos y, en su obra de 2007, Ontological Arguments and Belief in God, la definición de un argumento ontológico solo emplearía consideraciones «enteramente internas a la cosmovisión teísta».
Oppy subclasificó los argumentos ontológicos en categorías definitorias, conceptuales (o hiperintensionales), modales, meinongianos, experimentales, merológicos, de orden superior o hegelianos, basadas en las cualidades de sus premisas. Definió estas cualidades de la siguiente manera: los argumentos definitorios invocan definiciones; los argumentos conceptuales invocan «la posesión de ciertos tipos de ideas o conceptos»; los argumentos modales consideran posibilidades; los argumentos meinongianos afirman «una distinción entre diferentes categorías de existencia»; los argumentos experimentales emplean la idea de que Dios existe únicamente para aquellos que han tenido experiencia de él; y los argumentos hegelianos son de Hegel. Posteriormente, él categorizó los merológicos como argumentos que «se basan en [...] la teoría de la relación todo-parte».
William Lane Craig criticó el estudio de Oppy como demasiado vago para una útil clasificación. Craig señaló que un argumento puede ser clasificado como ontológico si intenta deducir la existencia de Dios, junto con otras verdades necesarias, a partir de su definición. Sugirió que los defensores de los argumentos ontológicos afirmarían que, si entendiéramos completamente el concepto de Dios, deberíamos aceptar su existencia.
William L. Rowe definió los argumentos ontológicos como aquellos que parten de la definición de Dios y, usando solo principios a priori, concluyen con la existencia de Dios.

## Historia y desarrollo

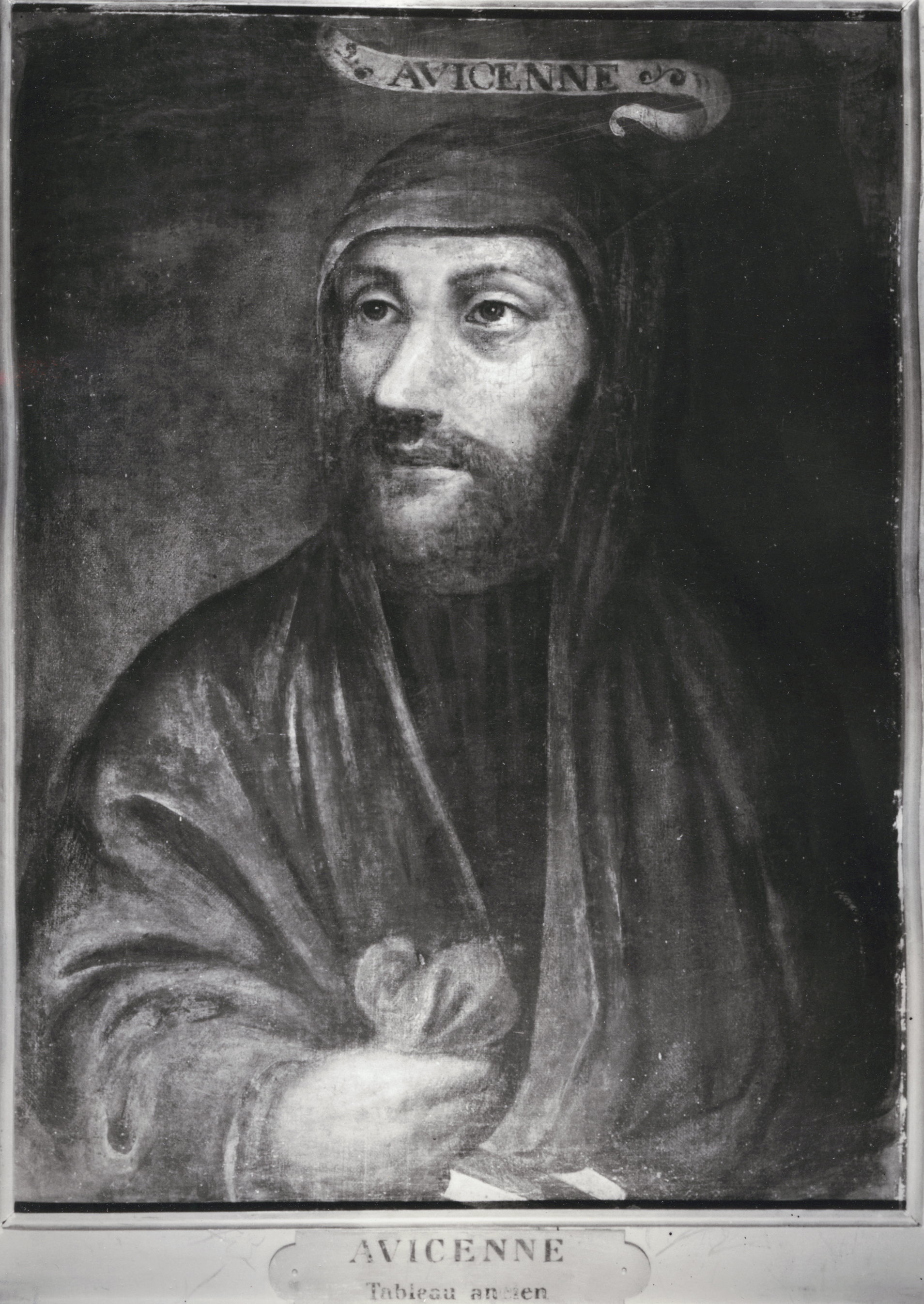
Avicena argumentó que Dios es ser necesario, cuya esencia es además su existencia.

Daniel Dombrowski marcó tres etapas principales en el desarrollo del argumento: la formulación explícita inicial de Anselmo; las críticas del siglo XVIII de Kant y Hume; y la identificación de un segundo argumento ontológico en el Proslogion de Anselmo por los filósofos del siglo XX. Si bien a menudo se ha acreditado a Anselmo como el primero en entender a Dios como el máximo ser posible, esta percepción fue ampliamente descrita entre los filósofos griegos antiguos y los primeros escritores cristianos.
El argumento ontológico pudo haber tenido sus raíces en las obras de filósofos griegos como Parménides, Platón y los neoplatónicos o en la teología estoica, ya que los estoicos fueron los primeros en usar el concepto de máxima perfección. Algunos de sus precursores aparecen en el segundo libro de De natura deorum de Cicerón, donde declaró que el universo es máxima perfección. Y, consistentemente, los estoicos usaron el término «Dios» para referirse al universo.
La opinión dominante es que el argumento ontológico fue expresado y desarrollado claramente primero por Anselmo de Canterbury, quien estaba influido por Agustín de Hipona y Boecio cuando tomó como idea universal de Dios de «aquello mayor que lo cual nada puede ser concebido».

"Me bastará, por tanto, demostrar que existe tal ser, el cual confesarás que es Dios, y, si hubiere algún otro más excelente, confesaré que este mismo es Dios".
Agustín de Hipona, De libero arbitrio voluntatis, II.

Algunos académicos han argumentado que el filósofo islámico Avicena (Ibn Sina) desarrolló un tipo especial de argumento ontológico antes de Anselmo como en la sección de metafísica de El libro de la curación, donde expone un argumento de la contingencia y de la necesidad a favor de Dios. Otros han dudado esta posición.

### Argumento de Anselmo

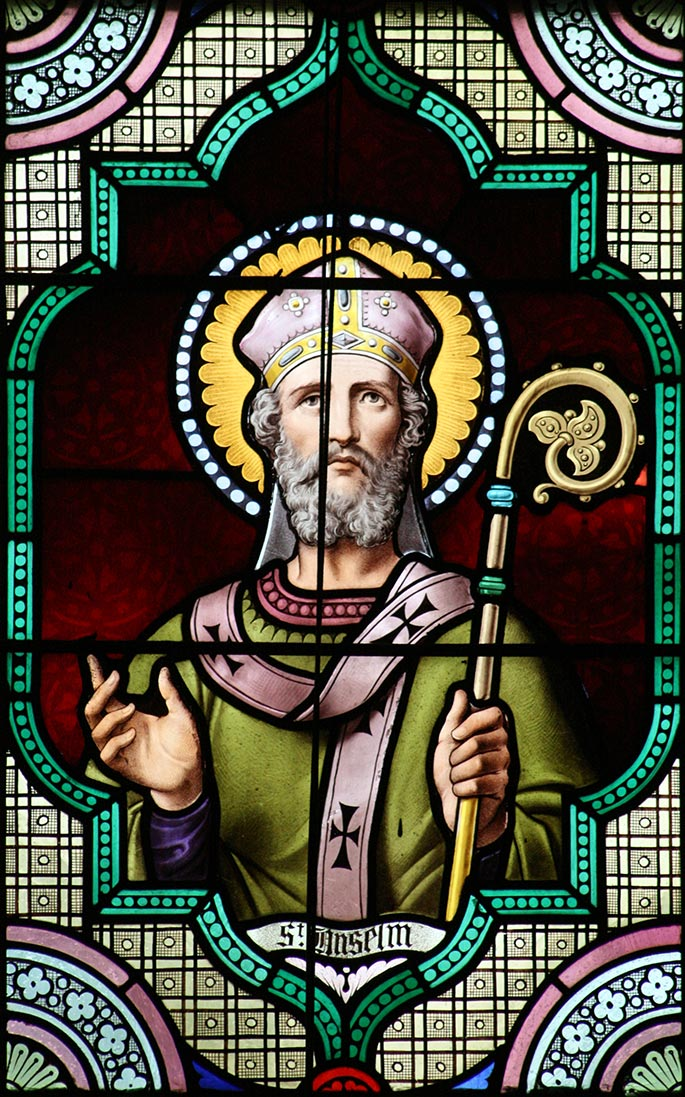
La primera formulación del argumento ontológico en la tradición cristiana occidental fue propuesto por Anselmo de Canterbury en su obra Proslogion como prueba de para la existencia de Dios.

El teólogo y filósofo Anselmo de Canterbury (1033-1109) propuso un argumento ontológico en el segundo y tercer capítulos de su Proslogion. El argumento de Anselmo no fue presentado para probar la existencia de Dios; más bien, Proslogion fue una obra de meditación en la que documentó cómo la idea de Dios se hizo evidente para él. La prueba de Anselmo está basada en el realismo platónico, en donde la idea universal de Dios halla su existencia.

Ergo Domine, qui das fidei intellectum, da mihi, ut, quantum scis expedire, intelligam, quia es sicut credimus, et hoc es quod credimus. Et quidem credimus te esse aliquid quo nihil maius cogitari possit. An ergo non est aliqua talis natura, quia «dixit insipiens in corde suo: non est Deus» ?
Luego Señor, tú que das el entendimiento a la fe, dame de entender, tanto como consideres bueno, que tú eres como creemos y lo que creemos. Y bien, creemos que tú eres algo mayor que lo cual no puede pensarse cosa alguna. Ahora, ¿acaso no existe esta naturaleza, porque «dijo el necio en su corazón: no hay Dios» ?
Anselmo de Canterbury, inicio del argumento ontológico para probar la existencia de Dios.
Proslogio, capítulo II (1078). La frase entrecomillada es una cita bíblica (Salmos 13:1).

En el capítulo 2 del Proslogion, Anselmo definió a Dios como un «ser tal, que nada mayor puede ser concebido». Sugirió que incluso «el necio» puede entender este concepto, y este entendimiento mismo significa que el ser debe existir en la mente. El concepto debe existir solo en nuestra mente, o en nuestra mente y en la realidad. Si tal ser existe solo en nuestra mente, entonces un ser mayor (que exista en la mente y en la realidad) puede ser concebido (este argumento es generalmente considerado como una reductio ad absurdum, porque se demuestra que la opinión del necio es inconsistente). Por lo tanto, si podemos concebir un ser del que nada más grande puede ser concebido, debe existir en la realidad. Por lo tanto, un ser tal que no podía concebirse algo mayor (que Anselmo definió como Dios) debe existir en la realidad.
El argumento de Anselmo en el capítulo 2 puede resumirse como sigue:
1. Es una verdad conceptual (o, por así decirlo, una verdad por definición) que Dios es un ser tal que no se puede imaginar algo más grande (es decir, el ser más grande posible que se pueda imaginar).
2. Dios existe como una idea en la mente.
3. Un ser que existe como idea en la mente y existe en la realidad es, en iguales condiciones, más grande que un ser que solo existe como idea en la mente.
4. Así, si Dios existe solo como una idea en la mente, entonces podemos imaginar algo que es más grande que Dios (es decir, un ser posible más grande que existe).
5. Pero no podemos imaginar algo más grande que Dios (pues es una contradicción suponer que podemos imaginar un ser más grande que el más grande posible que se pueda imaginar).
6. Por lo tanto, Dios existe.

En el capítulo 3, Anselmo presentó otro argumento en la misma línea:
1. Por definición, Dios es un ser del que nada más grande puede ser imaginado.
2. Un ser que necesariamente existe en la realidad es más grande que un ser que no necesariamente existe.
3. Así, por definición, si Dios existe como una idea en la mente, pero no necesariamente existe en la realidad, entonces podemos imaginar algo que es más grande que Dios.
4. Pero no podemos imaginar algo que sea más grande que Dios.
5. Así, si Dios existe en la mente como una idea, entonces Dios necesariamente existe en la realidad.
6. Dios existe en la mente como una idea.
7. Por lo tanto, Dios necesariamente existe en la realidad.

Esto contiene la noción de un ser que no puede concebirse para no existir. Argumentó que si algo puede concebirse para no existir, entonces algo más grande puede ser concebido. En consecuencia, un ser del que nada mayor puede ser concebido no puede ser concebido para no existir y, por lo tanto, debe existir. Esto puede leerse como una reafirmación del argumento en el capítulo 2, aunque Norman Malcolm sostuvo que era un argumento diferente y más fuerte.

### El Argumento entre escolásticos
Durante la escolástica, el argumento de San Anselmo para la existencia de Dios fue defendido por filósofos y teólogos como: Alberto Magno, Alejandro de Hales, Enrique de Gante, etc. Destacan Buenaventura de Bagnoregio y Juan Duns Scoto entre ellos. Por otro lado, el argumento fue criticado por Tomás de Aquino y Guillermo de Ockham.

#### Buenaventura de Bagnoregio

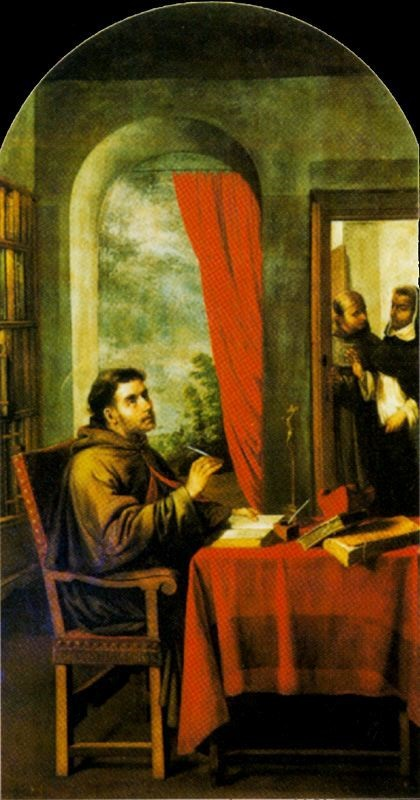
Buenaventura de Bagnoregio fue uno de los primeros pensadores del que prestó seria atención al argumento ontológico.

Juan de Fidanza (San Buenaventura) leyó el Proslogio de Anselmo a través de la visión aristotélica. Se basó en el principio de identidad al afirmar que la expresión «Dios existe» es sinónima de «Dios es Dios», por lo que no se podría dudar de la verdad de esta proposición.

«Conocemos los principios en la medida en que entendemos los términos que los componen, porque la causa del predicado está incluida en el tema. Esta es la razón por la cual los principios son evidentes. Lo mismo es cierto acerca de Dios. Porque Dios, o la verdad más elevada, es ser él mismo, aquello de lo cual nada más grande puede ser pensado. Por lo tanto, no se puede pensar que Dios no lo es, porque el predicado ya está incluido en el sujeto».
In I Sent. d. 8, art. 1, q. concl. 2

La proposición «Dios existe» es comparable con la proposición «lo mejor es mejor». Estas proposiciones tautológicas son tan evidentes, que nunca podrían ser falsas. Como Dios se identifica con su existencia, por lo tanto, Dios existe.

«Nadie puede ignorar que esto es cierto: lo mejor es lo mejor; o pensar que es falso. Pero lo mejor es un ser absolutamente completo. Ahora bien, cualquier ser absolutamente completo, por esta misma razón, es un ser real. Por tanto, si lo mejor es lo mejor, lo mejor es. De manera similar, se puede argumentar: si Dios es Dios, entonces Dios lo es. Ahora bien, el antecedente es tan cierto que no se puede pensar que no lo sea. Por tanto, es cierto sin duda alguna que Dios existe».
De mysterio trinitatis 1.1 fund. 29

#### Juan Duns Scoto
Juan Duns Scoto en las Cuestiones sobre las Sentencias (Opus oxoniense, I, d. 2, q. 2) «reforzó» el razonamiento de Anselmo «al poner de relieve la importancia de la pensabilidad del concepto de Dios, es decir, su posibilidad». Si el concepto de Dios es pensable entonces Dios existe en la realidad.
La doctrina de la univocidad del ser de Escoto implica la negación de toda distinción real entre esencia y existencia. Tomás de Aquino había argumentado que en todo ser finito (es decir, todos excepto Dios) la esencia de una cosa es distinta de su existencia. Escoto rechazó la distinción y argumentó que no podemos concebir qué es ser algo sin concebirlo como existente. No debemos hacer ninguna distinción entre sí una cosa existe (si est) y qué es (quid est), porque nunca sabemos si algo existe, a menos que tengamos algún concepto de lo que sabemos que existe.
Por lo tanto, si el concepto de Dios es pensable y no contradictorio, es posible. Escoto dice que podemos llegar a un concepto relativamente simple de Dios, el concepto de «ser infinito». Pero en el caso de Dios, la posibilidad de su existencia implica la necesidad de su existencia, porque Dios es infinito. Este concepto puede parecer tan compuesto como «el bien más elevado» o la «primera causa», un ser que es infinito (ilimitado) como su forma intrínseca de existir. Por lo tanto, si es posible que exista, Dios existe necesariamente.
Aunque Escoto utilizó el argumento anselmiano, no lo aceptó como una prueba definitiva para la existencia de Dios, ya que los únicos argumentos demostrativos son a posteriori.

### El Argumento en la Edad Moderna
El argumento de San Anselmo ha sido discutido durante la Edad Moderna por las corrientes filosóficas modernas del racionalismo y el empirismo. En el racionalismo, el argumento fue acogido en un ambiente favorable para su desarrollo, debido a la habitual construcción de sistemas filosóficos mediante solo la razón (a priori). En el empirismo, no se lo ha considerado como un argumento sólido a causa de que admite la existencia de algo sin ser verificable mediante la experiencia.

#### René Descartes

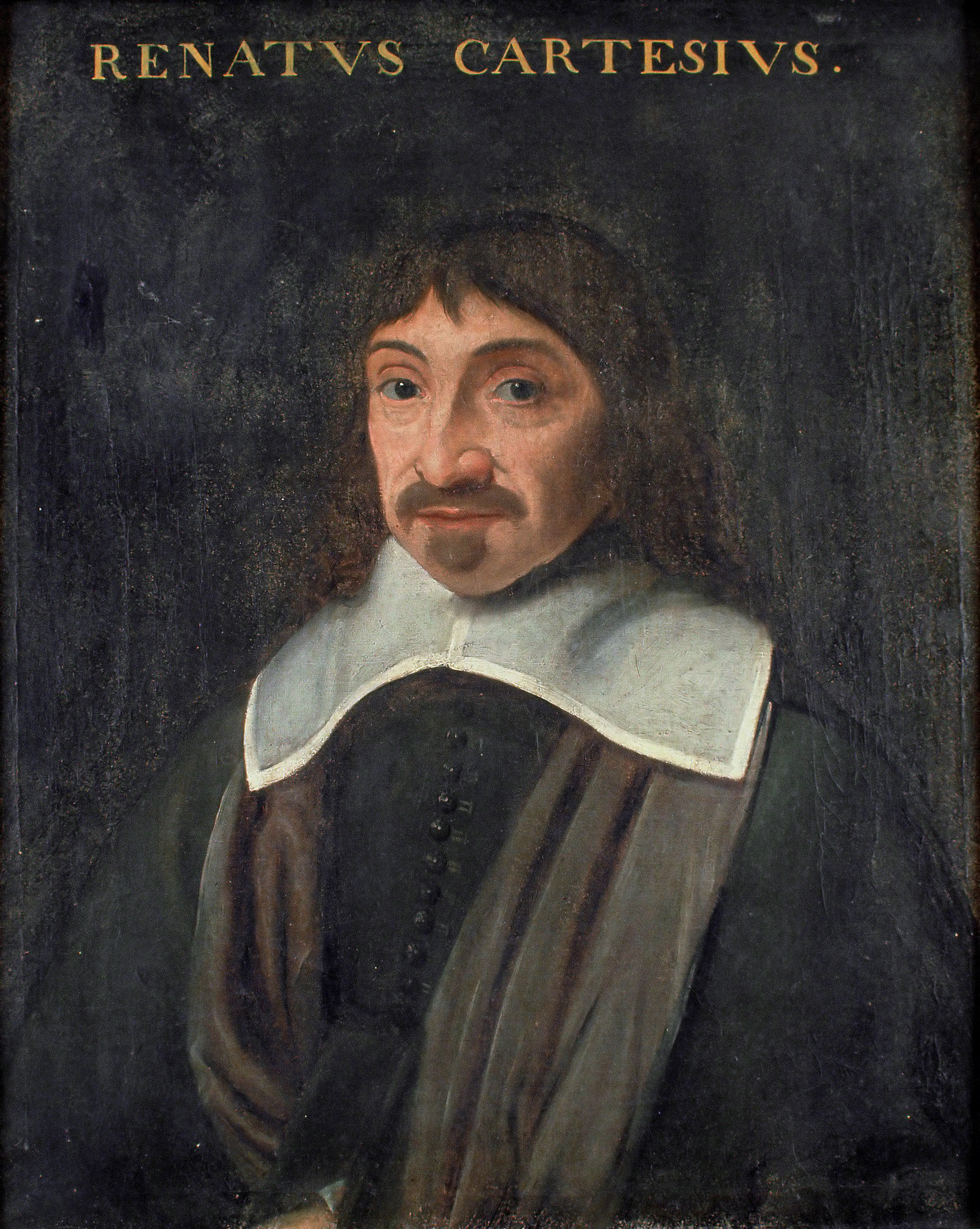
René Descartes compuso varios argumentos que podrían clasificare como ontológicos.

René Descartes (1596-1650) compuso una serie de argumentos ontológicos, que difieren de la formulación de Anselmo. En términos generales, son argumentos menos formales que la intuición natural. Escribió en su Quinta Meditación:

Pues bien, si del hecho de poder yo, sacar de mi pensamiento la idea de una cosa, se sigue que todo cuanto percibo clara y distintivamente que pertenece a dicha cosa, le pertenece en efecto, ¿no es ésta una posible base para un argumento para probar la existencia de Dios? Ciertamente, yo hallo en mí su idea de Dios o de un ser supremamente perfecto, es aquella que encuentro dentro de mí tan seguramente como la idea de cualquier figura o número; y no conozco con menor claridad y distinción que pertenece a su naturaleza una existencia eterna, de como conozco que todo lo que puedo demostrar de alguna figura o número pertenece verdaderamente a la naturaleza de éstos. [...] Pero, sin embargo, pensando en ello con más atención, hallo que la existencia y la esencia de Dios son tan separables como la esencia de un triángulo rectilíneo y el hecho de que sus tres ángulos valgan dos rectos, o la idea de montaña y la de valle; de suerte que no repugna menos concebir un Dios [es decir, un ser supremamente perfecto] al que le falte la existencia [es decir, al que le falte una perfección], de lo que repugna concebir una montaña a la que le falte el valle. [...] (D)el hecho de no poder concebir a Dios sin la existencia, se sigue que la existencia es inseparable de Él, y, por tanto, que verdaderamente existe.
Meditaciones metafísicas con objeciones y respuestas, Meditación quinta (Alfaguara, Madrid 1977, p. 54-57).

Descartes argumentó que la existencia de Dios puede deducirse de su naturaleza, del mismo modo que las ideas geométricas pueden deducirse de la naturaleza de las figuras (utilizó la deducción de los tamaños de los ángulos en un triángulo como ejemplo). Sugirió que el concepto de Dios es el de un ser supremamente perfecto, que posee todas las perfecciones. Parece haber asumido que la existencia es un predicado de una perfección. Así, si la noción de Dios no incluía la existencia, no sería supremamente perfecta, ya que carecería de una perfección. En consecuencia, la noción de un Dios supremamente perfecto que no existe, Descartes argumenta, es ininteligible. Por lo tanto, según su naturaleza, Dios debe existir.
Podría expresarse dos versiones de los argumentos ontológicos de Descartes: 

Versión 1:
1. Toda idea clara y distinta que percibo es verdadera.
2. Percibo clara y distintamente que la existencia necesaria está contenida en la idea de Dios.
3. Por lo tanto, Dios existe.

Versión 2:
1. Tengo una idea de un ser supremamente perfecto, es decir, un ser que tiene todas las perfecciones.
2. La existencia necesaria es una perfección.
3. Por lo tanto, existe un ser supremamente perfecto.

Descartes' Ontological Argument (The Stanford Encyclopedia of Philosophy).

El filósofo empirista del siglo XVII Pierre Gassendi confrontó el argumento de Descartes con una objeción que precede a la crítica kantiana: «la existencia no es una perfección ni en Dios ni en ninguna otra cosa; es aquello sin lo cual no puede haber perfecciones». Johannes Caterus, otro contemporáneo de Descartes, criticó el argumento sosteniedo que «se puede construir un argumento igualmente convincente, desde la mera idea de un león existente hasta la existencia de al menos un león». Caterus expresó que incluso si concediéramos que la existencia necesaria es inseparable de la idea de Dio, nada se deduce de esto sobre lo si existe o no.
Descartes respondió a Carterus que a diferencia de su ejemplo, la conexión de Dios con su existencia no es artificial o arbitraria. El filósofo J. L. Mackie objetó que entonces: «No le basta ahora afirmar alegremente que su idea de Dios incluye el rasgo de la existencia. [...] Más bien tiene que afirmar que al tener este concepto es consciente de una necesidad objetiva que une todas las perfecciones divinas, incluida la existencia, en una unidad indisoluble».

#### Nicolás Malebranche
En la filosofía cartesiana de Nicolás Malebranche, Dios desempeña un papel exclusivo, no sólo como creador de todo lo existente, sino el que lleva implícito en sí todo lo existente. Dios es la única causa de todos los eventos y fenómenos (ocasionalismo). El conocimiento humano estriba en la contemplación de las ideas de cuanto existe, y la fuente de estas ideas es Dios (ontologismo). Todas las maneras de conocer «entrañan cierta unión entre el cognoscente y lo conocido». Esta unión unas veces se produce «directamente», y otras «indirectamente». Cuando el objeto está dentro del alma, la unión cognoscitiva es directa. No se conoce por otro, sino «por sí mismo», que es lo que ocurre con Dios.
Malebranche pareció haber defendido un argumento ontológico al sostener que si conocemos a Dios, entonces Dios existe, ya que el Ser infinito no puede ser conocido a través de una idea sino sólo en sí mismo. Al saber su existencia, la infinitud es el atributo esencial de la divinidad, pues Dios no es sino la expresión del ser infinitamente perfecto. De ahí se determina sus demás atributos divinos.

#### Baruch Spinoza
Baruch Spinoza en la primera sección de su Tratado breve de Dios del hombre y de su felicidad analiza la existencia de Dios y lo que Dios es. Comienza diciendo: «si hay un Dios, esto, decimos, puede ser probado». Su prueba de Dios sigue una estructura similar a la del argumento de Descartes. Mientras que Descartes intenta probar la existencia de Dios argumentando que «debe haber algo que sea supremamente bueno, a través del cual todas las cosas buenas tienen su bondad», el argumento de Spinoza se diferencia en que no pasa directamente de la concebibilidad del ser más grande a la existencia de Dios, sino que utiliza un argumento deductivo a partir de la idea de Dios. Spinoza dice que las ideas del hombre no provienen de él mismo, sino de algún tipo de causa externa. Así, las cosas cuyas características conoce el hombre deben haber venido de alguna fuente anterior. Entonces, si el hombre tiene la idea de Dios, entonces Dios debe existir antes de este pensamiento, porque el hombre no puede crear una idea de su propia imaginación.
Una prueba ontológica de Spinoza podría resumirse en las primeras 14 proposiciones de la Ética:

Proposición 1: Una sustancia es de naturaleza anterior a sus afecciones.

Proposición 2: Dos sustancias que tienen diferentes atributos no tienen nada en común entre sí. (En otras palabras, si dos sustancias difieren en su naturaleza, entonces no tienen nada en común).
Proposición 3: Si las cosas no tienen nada en común entre sí, una de ellas no puede ser la causa de la otra.
Proposición 4: Dos o más cosas distintas se distinguen entre sí, ya sea por una diferencia en los atributos [es decir, las naturalezas o esencias] de las sustancias o por una diferencia en sus afecciones [es decir, sus propiedades accidentales].
Proposición 5: En la naturaleza, no puede haber dos o más sustancias de la misma naturaleza o atributo.
Proposición 6: Una sustancia no puede ser producida por otra sustancia.
Proposición 7: Pertenece a la naturaleza de una sustancia para existir.
Proposición 8: Toda sustancia es necesariamente infinita.
Proposición 9: Cuanto más realidad o ser tiene cada cosa, más atributos le pertenecen.
Proposición 10: Cada atributo de una sustancia debe concebirse por sí mismo.
Proposición 11: Dios, o una sustancia que consta de atributos infinitos, cada uno de los cuales expresa esencia eterna e infinita, necesariamente existe.
Proposición 12: No se puede concebir verdaderamente ningún atributo de una sustancia del que se siga que la sustancia pueda dividirse.
Proposición 13: Una sustancia absolutamente infinita es indivisible.
Proposición 14: Excepto Dios, ninguna sustancia puede ser ni concebirse.

Spinoza vendría a afirmar que: «Lo que carece de razón o causa que impida su existencia necesariamente existe. No hay razón o causa alguna capaz de impedir la existencia de Dios, luego Dios existe». Nosotros existimos y somos seres finitos. Por tanto, si Dios, siendo infinito, no existiera, los seres finitos serían más poderosos que Él, infinito, lo que es absurdo. Este argumento difiere de los argumentos ofrecidos por Anselmo y Descartes porque Spinoza no deduce la existencia de Dios de la afirmación de que nuestra idea de Dios involucra la existencia y no asume que la existencia es una perfección. «La conclusión del argumento de Spinoza no es el Dios teísta de Descartes y Leibniz, sino un Dios panteísta». Es en la proposición 11 donde Spinoza pretende probar la existencia de Dios empleando pruebas para establecer esta proposición y «comentaristas coinciden en que las pruebas incluyen un argumento ontológico». El argumento ontológico de Spinoza se ha considerado como parte de los argumentos mereológicos.

#### Gottfried Leibniz

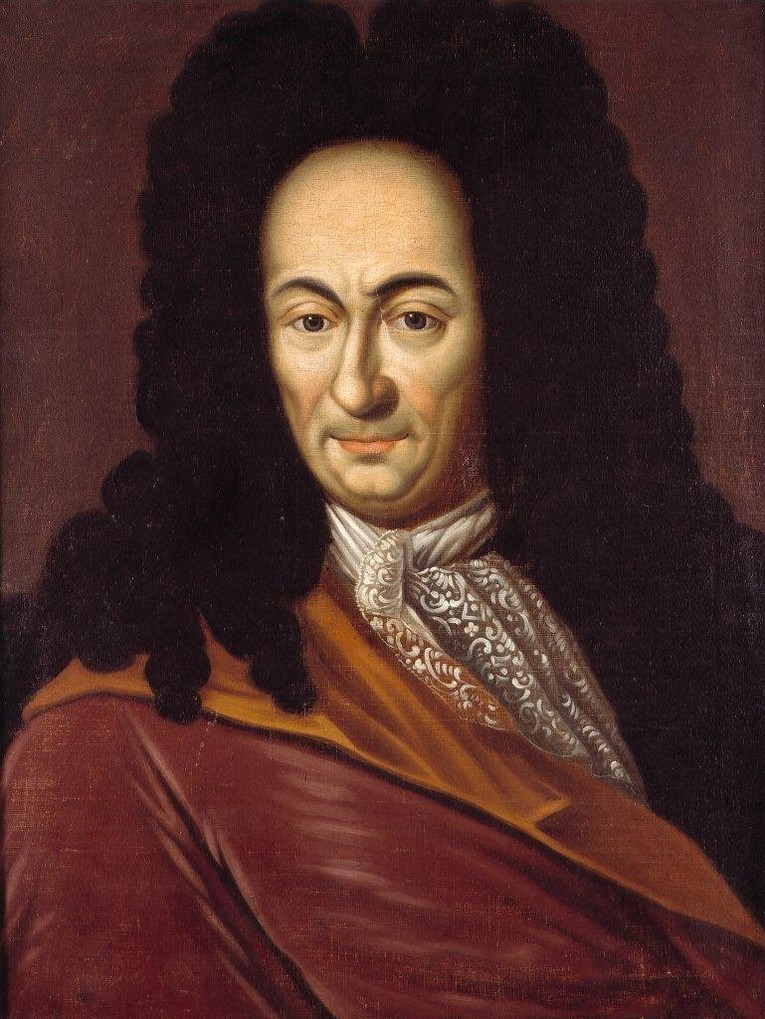
El filósofo alemán Gottfried Wilhelm Leibniz consideraba el argumento ontológico como «muy precioso e ingenioso».

Gottfried Wilhelm Leibniz sostuvo que el concepto de Dios es posible y escribió decenas de formulaciones distintas del argumento en sus obras y cartas. Algunos son variaciones de las versiones de Anselmo y Descartes, otras son argumentos a priori, y otras son de dudosa clasificación pero cumple con los requisitos. Por ejemplo, en su Monadología escribió:

(41) «De donde se sigue que Dios es absolutamente perfecto, no siendo la perfección sino la magnitud de la realidad positiva, tomadas precisamente, dejando aparte los límites o linderos en las cosas que los tienen. Y donde no hay ningún límite, es decir, en Dios, la perfección es absolutamente infinita».

(44)	«Pues si alguna realidad hay en las Esencias o posibilidades o bien en las verdades eternas, es preciso que dicha realidad esté fundada en algo existente y Actual, y, por consiguiente, en la Existencia del Ser necesario, en el cual la Esencia encierra la Existencia, o en el cual ser posible basta para ser Actual.

(45)	Así, sólo Dios (o el Ser necesario) goza del siguiente privilegio: es preciso que exista, si es posible. Y como nada puede impedir la posibilidad de lo que no tiene ningún límite, ninguna negación, y, por consiguiente, ninguna contradicción, esto solo basta para conocer la Existencia de Dios a priori…».
Monadología § 41, 44, 45 (1714)

El texto habitualmente se considera una formulación del argumento ontológico; sin embargo, dado su carácter sintético, podría ser interpretado ya como modal. Ambos pueden expresarse con la sentencia: «basta que sea posible para que exista».
En su Nuevos ensayos sobre el entendimiento humano, Leibniz vio que el argumento ontológico de Descartes había afirmado la coherencia de un ser «supremamente perfecto», pero, a menos que se pudiera demostrar la coherencia de un ser supremamente perfecto, el argumento ontológico falla.

«No podemos inferir con seguridad de las definiciones hasta que sepamos que son reales o que no implican ninguna contradicción. La razón de esto es que a partir de conceptos que implican una contradicción, se pueden sacar conclusiones contradictorias simultáneamente, y esto es absurdo.»

Leibniz dio su propia contribución al argumento ontológico al proporcionar una prueba de que Dios es posible. La prueba de Leibniz para demostrar que Dios es posible es mostrar que el concepto de Dios es consistente (que no es contradictoria). Leibniz veía la perfección como imposible de analizar; por lo tanto, sería imposible demostrar que todas las perfecciones son incompatibles.

«Llamo a cada cualidad simple que es positiva y absoluta, o expresa lo que expresa sin límites, una perfección. Pero una cualidad de este tipo, porque es simple, es, por lo tanto, irresoluble o indefinible, ya que de lo contrario no será una cualidad simple sino un agregado de muchas, o si es una, estará circunscrita por límites y así será conocido a través de negaciones de un progreso adicional contrario a la hipótesis, ya que se asumió una calidad puramente positiva. A partir de estas consideraciones, no es difícil mostrar que todas las perfecciones son compatibles entre sí o pueden existir en el mismo sujeto».

Afirma que el argumento anterior demuestra todas las perfecciones pueden existir juntas en una sola entidad, y por consiguiente, que es posible que exista un ser perfecto. Dado que la existencia necesaria es, según Leibniz, una perfección, el argumento de Descartes es todavía válido. Leibniz cambió la definición de Dios como «ser perfecto» a la de «ser necesario», en donde si Dios no existiese o no es posible, nada existiría o ningún ser sería posible. Frente a este argumento presenta una nueva formulación distinta del argumento ontológico, por lo que también se ha denominado como argumento modal.
Según el teólogo Norman Geisler, la mayor parte de la críticas de Leibniz se basan en su incapacidad de probar la compatibilidad de todos los atributos divinos. Por ejemplo, Leibniz «supone que algunas cualidades son esencialmente «positivas» y otras «negativas», mientras que este puede no ser el caso. Algunas cualidades pueden ser positivas en un contexto y negativas en otro»; y «que algunas cualidades son intrínsecamente simples», lo cual fue rechazado por Ludwig Wittgenstein, «quien demostró que lo que es simple en un sistema conceptual puede ser complejo en otro».

#### Mulla Sadra
Mulla Sadra (c. 1571/2-1640) fue un filósofo islámico iraní chiita que fue influenciado por filósofos musulmanes anteriores como Avicena y Suhrawardi, así como el metafísico sufí Ibn Arabi. Sadra discutió los argumentos de Avicena para la existencia de Dios, afirmando que no eran a priori. Él rechazó el argumento sobre la base de que la existencia precede a la esencia, o que la existencia de los seres humanos es más fundamental que su esencia.
Sadra presentó un nuevo argumento, conocido como Argumento Seddiqin o Argumento de los Justos. El argumento intenta probar la existencia de Dios a través de la realidad de la existencia y concluir con la necesidad pre-eterna de Dios. En este argumento, una cosa se demuestra a través de sí misma, y un camino es idéntica a la meta. En otros argumentos, la verdad se alcanza desde una fuente externa, tal como desde lo posible a lo necesario, desde el originado al origen eterno, o desde el movimiento al motor inmóvil. En el argumento de los justos, no hay término medio que no sea la verdad. Su versión del argumento ontológico puede resumirse de la siguiente manera:

1. Hay existencia.
2. La existencia es una perfección por encima de la cual no se puede concebir la perfección.
3. Dios es perfección y perfección en existencia.
4. La existencia es una realidad singular y simple; no hay pluralismo metafísico.
5. Esa singular realidad se clasifica en intensidad en una escala de perfección (es decir, una negación de un monismo puro).
6. Esa escala debe tener un punto límite, un punto de mayor intensidad y de mayor existencia.
7. Por lo tanto, Dios existe.

Mulla Sadra describe este argumento en su obra principal Al-asfar Al-arba'a (Cuatro viajes) de la siguiente manera:

La existencia es una realidad única, objetiva y simple, y no hay diferencia entre sus partes, salvo en términos de perfección e imperfección, fuerza y debilidad [...] Y la culminación de su perfección, donde no hay nada más perfecto, es su independencia de cualquier otra cosa. Nada más perfecto debe ser concebible, ya que cada cosa imperfecta pertenece a otra cosa y necesita ser perfecta. Y, como ya se ha explicado, la perfección es anterior a la imperfección, la realidad a la potencia y la existencia a la no existencia. También, se ha explicado que la perfección de una cosa es la cosa misma, y no una cosa además de ella. Por lo tanto, ya sea la existencia es independiente de los demás o está en necesidad de otros. Lo primero es lo Necesario, que es pura existencia. Nada es más perfecto que Él. Y en Él no hay lugar para la no existencia o imperfección. Este último es distinto de Él, y es considerado como Sus actos y efectos, y para otros que Él no hay subsistencia, a menos que por Él. Pues no hay imperfección en la realidad de la existencia, y la imperfección se añade a la existencia solo por la calidad de ser causada, ya que es imposible que un efecto sea idéntico a su causa en términos de existencia.

#### Idealismo alemán

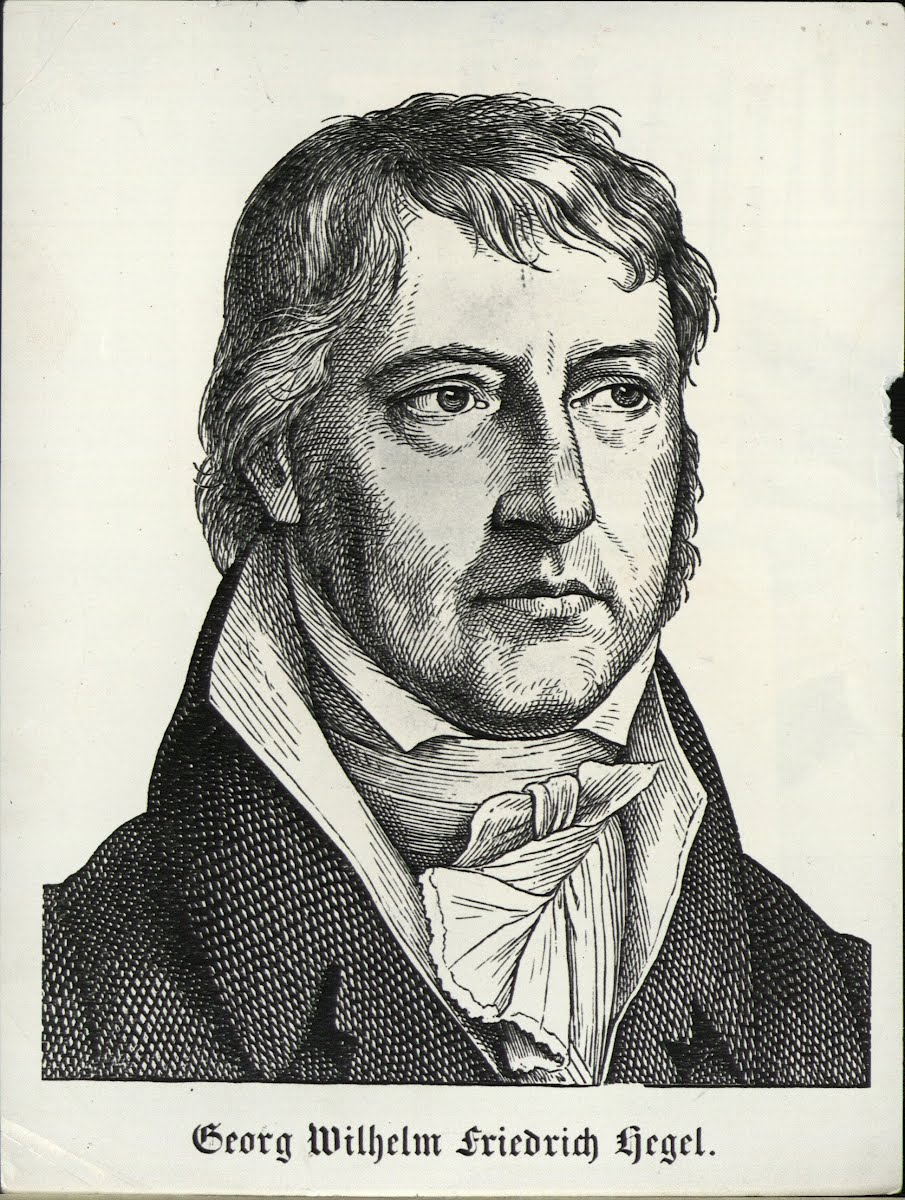
Georg Wilhelm Friedrich Hegel creía que la existencia se establecería como un predicado en un ser infinito.

El idealismo alemán representó la vuelta a la metafísica después de la Crítica de la razón pura de Immanuel Kant a esta, donde «las representaciones mentales, al punto tal de identificar el pensamiento con la realidad». Johann Gottlieb Fichte, Friedrich Schelling y Georg Wilhelm Hegel fueron los filósofos más importantes de este pensamiento. Los tres comparten «un sistema filosófico muy similar», comúnmente llamado «panteísmo idealista» construido «totalmente a priori».
Georg Wilhelm Hegel consideraba que entender la existencia como la posición del concepto ya exhaustivamente determinado no implica una verdadera superación de la particular noción de ser que está a la base del argumento ontológico en su formulación clásica. Sobre dicha noción se constituyen para Hegel una concepción de la realidad y una concepción de lo Absoluto, una ontología y una teología, que le son correlativas.
Para Hegel, «Lo verdadero es el todo» (Fenomenología del espíritu). Para Hegel, lo Verdadero es el Geist, es decir, el Espíritu, es decir, Dios. Así, Dios es el Todo del Cosmos, tanto visible como invisible. En Ciencia de la lógica, Hegel sostiene que en las cosas finitas su esencia se distingue claramente de su existencia. Por ello, estas pueden pensarse como existentes o como no existentes ya que, de hecho, pueden existir o no existir. Cuando Dios se lo considera como el Todo del Ser, tanto visible como invisible, y no simplemente «un ser entre muchos», entonces el Argumento Ontológico florece y su necesidad lógica se vuelve obvia, según Hegel.

«Pero con respecto a Dios, el pensamiento y la existencia, el ser y la noción son idénticos; y es precisamente aquella unidad de la noción y del ser por la cual Dios está constituido (…) Esta observación vulgar de la crítica kantiana de que el pensamiento y el ser son dos cosas distintas podrá turbar el espíritu, pero no conseguirá detener el movimiento por el que el espíritu va del pensamiento de Dios a la afirmación de su existencia»

De esta manera, Hegel se basa en que el pensamiento y realidad son idénticos, característica de su idealismo extremo. Por esta razón, la prueba cambia radicalmente de sentido ya que no pretende probar que lo que existe en el pensamiento existe también en la realidad como si pensamiento y realidad fueran dos planos diferentes. Según Hegel «lo racional es real». Entonces, si la existencia de Dios es necesaria en el pensamiento también lo es en la realidad.
El último contrato para un libro que Hegel firmó en el año de su muerte, 1831, fue para un libro titulado Lecciones sobre las pruebas de la existencia de dios. Hegel murió antes de terminar el libro. Tendría tres secciones: (1) El argumento cosmológico; (2) el argumento teleológico; y (3) el argumento ontológico. Hegel murió antes de comenzar las secciones 2 y 3. Su obra se publica hoy como incompleta, con sólo una parte de su Argumento cosmológico intacta.
Para examinar las ideas de Hegel sobre el argumento ontológico, los estudiosos han tenido que reconstruir sus argumentos a partir de varios párrafos de sus otras obras. Ciertos estudiosos han sugerido que toda la filosofía de Hegel constituye un argumento ontológico. Graham Oppy señala su escepticismo de la existencia de un argumento ontológico hegeliano, pues todavía ha sido presentado las premisas de este supuesto argumento.

### Argumento mereológico
Los argumentos mereológicos son argumentos ontológicos que se basan en los recursos de la mereología, es decir, la teoría de la relación partes con el todo. Una instancia de argumentos de este tipo es la siguiente:
1. Yo existo. (Premisa, contingente a priori )
2. (Por lo tanto) Existe algo, es decir, al menos una cosa. (1)
3. Siempre que algunas cosas existen, hay algo de lo que todas son partes. (Premisa de mereología)
4. (Por lo tanto) Hay exactamente una cosa de la cual todo es parte. (De 2, 3)
5. Lo único de lo que todo es parte es Dios. (Definición del panteísmo)
6. (Por lo tanto) Dios existe. (Desde 4, 5)

### Argumento meinongiano
Estos son los argumentos que dependen de las teorías sobre los objetos de Alexius Meinong, basándose en la cuantificación sobre (o referencia a) objetos inexistentes. Una forma de representarlo sería así:
1. Todas las instancias de la frase «A B es B» son verdaderas.
2. Un «Ser perfecto Existente es Existente» es verdadero.
3. Por lo tanto, un «Ser Perfecto Existente» existe.

- Conclusión: Dios existe.

Los meinongianos supondrían que si B se ejemplifica con cualquier propiedad, entonces el resultado es verdadero (y muy probablemente, necesario, analítico y a priori). Por ejemplo, el cuadrado redondo es redondo; el rey  de Francia calvo es calvo. Este es el principio de caracterización, que postula que cualquier objeto tiene esas propiedades que se caracteriza por tener («El AB es A y B, respectivamente»). Lo único que se ha hecho es cambiar A por Ser Perfecto y B por existente. El meinongianismo acepta entidades sin «referencia». Esto permite simplicidad lógica y semántica a la hora de establecer proposiciones como «Santa Claus no existe» de forma coherente a cambio de una basta pluralidad metafísica (véase: Jungla de Meinong). Sin embargo, los meinongianos más sofisticados insistirán en que debe haber alguna restricción en las instancias de sustitución de B, para permitir a uno extraer la obvia e importante distinción ontológica entre los dos grupos siguientes: {el Sol, la Torre Eiffel, etc} y {Santa Claus, Mickey Mouse, el cuadrado redondo, etc}.
La elección del vocabulario aquí es controvertido: se supones que las cosas anteriores existen y las últimas no. Bajo esta suposición, 'existente' no será una instancia de sustitución adecuada para B, ya que aún no se puede incluir a Dios en el primer grupo de objetos con seguridad. Los expertos reconocerán que el punto crucial es que los argumentos ontológicos meinongianos no respetan la distinción entre propiedades nucleares (propiedades que caracterizan la naturaleza de un objeto presentado) y no nucleares (no asumibles, propiedades que no son constitutivas ni una parte consecutiva de su naturaleza).
Se debe tener en cuenta que ni Meinong, ni ninguno de sus partidarios modernos bien conocidos como Terence Parsons o Richard Sylvan respaldan el argumento ontológico meinongiano, y también deben señalarse que la mayoría motiva la distinción entre propiedades nucleares y no nucleares en parte por la necesidad de evitar argumentos ontológicos meinongianos.

### Argumentos modales
La lógica modal se ocupa de la lógica de la posibilidad, así como de la necesidad. Paul Oppenheimer y Edward N. Zalta señalan que «muchos autores recientes han interpretado este argumento como modal». En la frase «aquello de lo que ninguno más grande puede ser concebido», la palabra «puede» podría interpretarse como una posibilidad metafísica. Sin embargo, los autores escriben que «la lógica del argumento ontológico en sí no incluye inferencias basadas en esta modalidad».
No obstante, ha habido versiones lógicas más actuales y modales del argumento ontológico que intentan evitar la parte del argumento de Anselmo que trata la existencia como un predicado. Por ellos, Oppy sostiene que los defensores contemporáneos del argumentos ontológico suelen defender «un argumento ontológico modal o un argumento ontológico de orden superior» en lugar de las formulaciones anteriores como en el Proslogión II de Anselmo o en las Meditaciones de Descartes.

#### Kurt Gödel

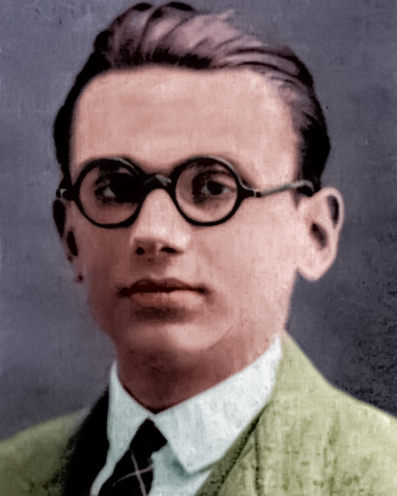
Se atribuye a Gödel la cita: «No creo en la ciencia empírica. Yo solo creo en la verdad a priori». (ver problema de la inducción).

El matemático Kurt Gödel proporcionó un argumento formal para la existencia de Dios. El argumento fue construido por él, pero no publicado hasta mucho después de su muerte. Proporcionó un argumento lógicamente válido basado en la lógica modal de orden superior; donde utilizó la concepción de las propiedades, concluyendo finalmente con la existencia de Dios. Graham Oppy formula argumento de Gödel de la siguiente forma:

Definición 1: x es como Dios si y sólo si x tiene como propiedades esenciales aquellas y solo aquellas propiedades que son positivas.
Definición 2: A es una esencia de x si y solo si para cada propiedad B, x tiene B necesariamente si y solo si A implica B.
Definición 3: x necesariamente existe si y solo si cada esencia de x es necesariamente ejemplificada.
Axioma 1: Si una propiedad es positiva, entonces su negación no es positiva.
Axioma 2: Cualquier propiedad implicada por, es decir, estrictamente implícita por una propiedad positiva es positiva.
Axioma 3: La propiedad de ser semejante a Dios es positiva.
Axioma 4: Si una propiedad es positiva, entonces es necesariamente positiva.
Axioma 5: La existencia necesaria es positiva.
Axioma 6: Para cualquier propiedad P, si P es positivo, entonces necesariamente P es positivo.
Teorema 1: Si una propiedad es positiva, entonces es consistente, es decir, posiblemente ejemplificada.
Corolario 1: La propiedad de ser semejante a Dios es consistente.
Teorema 2: Si algo es semejante a Dios, entonces la propiedad de ser semejante a Dios es una esencia de esa cosa.
Teorema 3: Necesariamente, la propiedad de ser semejante a Dios se ejemplifica.

Gödel definió ser «semejante a Dios» como teniendo cada característica positiva. Dejó el término «positivo» indefinido. Gödel propuso que se entienda en un sentido estético y moral, o alternativamente como lo opuesto a la privación (la ausencia de cualidades necesarias en el universo). Advirtió contra la interpretación de «positivo» como moral o estéticamente «bueno» (la más grande ventaja y la menor desventaja), ya que esto incluye características negativas. En su lugar, sugirió que el «positivo» debe interpretarse como perfecto, o «puramente bueno», sin características negativas.
Los teoremas de Gödel se enumeran a partir de los axiomas, por lo que la mayoría de las críticas de la teoría se centran en los axiomas o las suposiciones hechas. Oppy argumentó que Gödel no da una definición de «propiedades positivas». Sugirió que si estas propiedades positivas forman un conjunto, no hay razón para creer que existe tal conjunto que sea teológicamente interesante, o que haya solo un conjunto de propiedades positivas que sea teológicamente interesante.

#### Charles Hartshorne y Norman Malcolm
Charles Hartshorne y Norman Malcolm son los principales responsables de introducir versiones modales del argumento en el debate contemporáneo. Ambos afirmaron que Anselmo tenía dos versiones del argumento ontológico, la segunda de las cuales era una versión de lógica modal. Según James Harris, esta versión la representa Malcolm así:
Si [aquello que no puede concebirse nada mayor] puede ser concebido, debe existir. Porque nadie que niegue o dude de la existencia de un ser mayor que lo inconcebible, niega o duda que si existiera su inexistencia, ya sea en la realidad o en el entendimiento, sería imposible. De lo contrario, no sería un ser mayor que el que no puede ser concebido. Pero en cuanto a lo que puede ser concebido pero no existe, si existiera, sería posible su no existencia ni en la realidad ni en el entendimiento. Por lo tanto, si un ser mayor que el cual no puede ser concebido, ni siquiera puede ser concebido, debe existir.
Refiriéndose a los dos argumentos ontológicos propuestos por Anselmo en los capítulos 2 y 3 de su Proslogion, Malcolm apoyó la crítica de Kant al argumento de Anselmo en el capítulo 2: que la existencia no puede ser una perfección de algo. Sin embargo, identificó lo que considera el segundo argumento ontológico del Capítulo 3 que no es susceptible de tal crítica.
En el segundo argumento de o, Malcolm identificó dos puntos clave: primero, que un ser cuya inexistencia es lógicamente imposible es mayor que un ser cuya inexistencia es lógicamente posible, y segundo, que Dios es un ser «que uno mayor no puede ser concebido». Malcolm apoyó esa definición de Dios y sugirió que hace que la proposición de la existencia de Dios sea una afirmación lógica y necesariamente verdadera (de la misma manera que «un cuadrado tiene cuatro lados» es lógicamente necesariamente verdadera). Así, aunque rechazaba la idea de que la existencia misma fuera una perfección, Malcolm argumentó que la existencia necesaria es una perfección. Esto, argumentó, demostraba la existencia de un ser necesario insuperablemente grande. El argumento de Malcolm del Proslogion III lo desarrolló formalmente así:
1. Dios, como el ser más grande concebible, no puede ser un ser limitado.
2. Por lo tanto, si Dios no existe, no puede llegar a existir.
3. De manera similar, si Dios existe, no puede dejar de existir.
4. Si 2, entonces si Dios no existe su existencia es imposible, y si 3, entonces si Dios existe su existencia es necesaria.
5. O Dios existe o no existe.
6. Luego la existencia de Dios es imposible o necesaria.
7. La existencia de Dios no es imposible.
8. Por lo tanto, Dios existe necesariamente.

Jordan Sobel escribe que Malcolm se equivoca al suponer que el argumento que está exponiendo se encuentra íntegramente en el capítulo 3 del Proslogion. «Anselmo pretendía en el Proslogion III no un argumento independiente a favor de la existencia de Dios, sino una continuación del argumento del Proslogion II». John Hick afirmó que Malcolm equivocó «la necesidad factual de re de Dios» con «su necesidad lógica y de dicto».

#### Alvin Plantinga

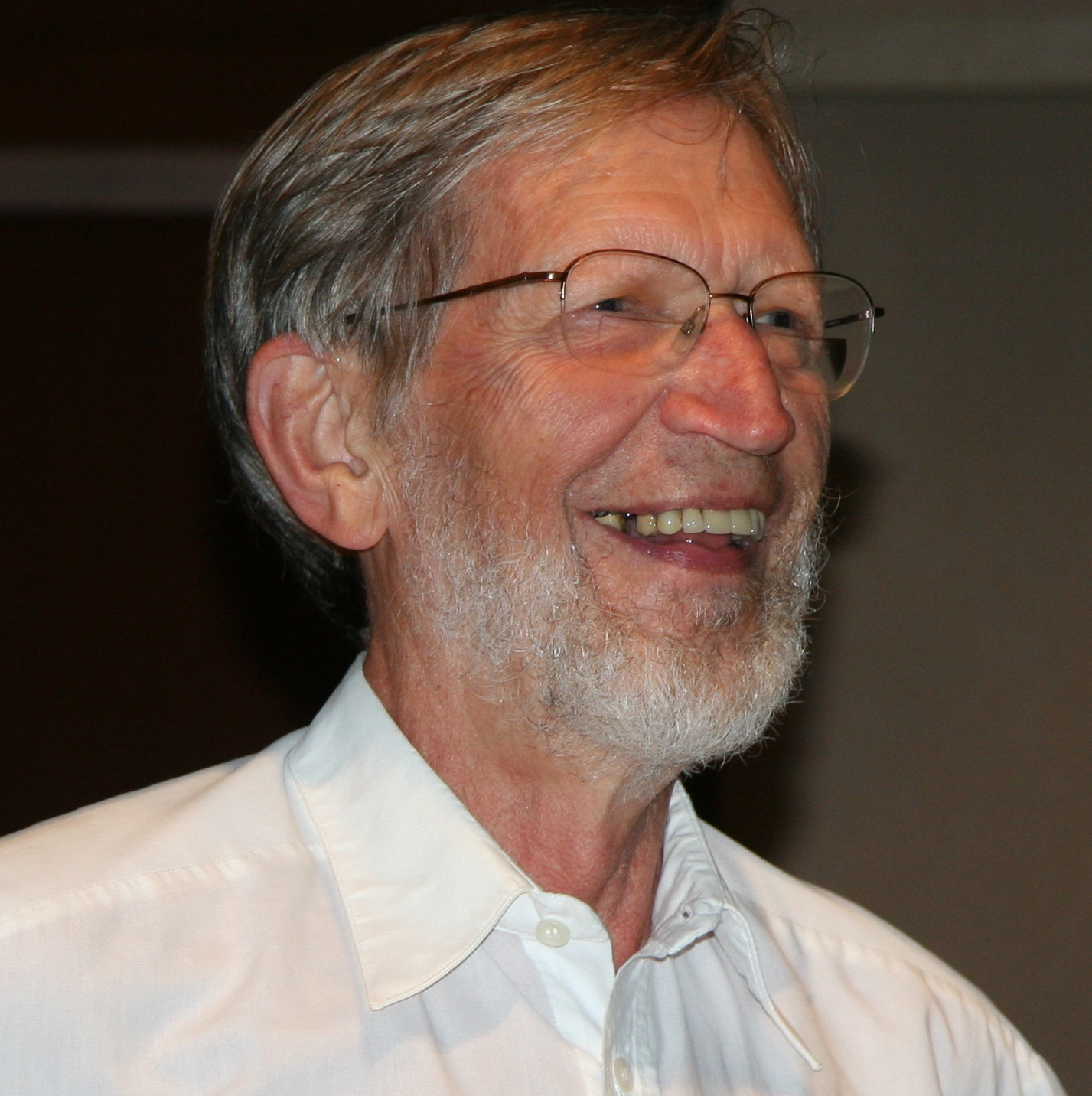
Alvin Plantinga formuló un argumento ontológico modal donde Dios posee «máxima excelencia» en todos los «mundos posibles».

El filósofo analítico cristiano Alvin Plantinga criticó los argumentos de Malcolm y Hartshorne. Sostuvo que, si Malcolm demuestra la existencia necesaria del ser más grande posible, se deduce que hay un ser que existe en todos los mundos cuya grandeza en algunos mundos no es superada. Argumenta, no demuestra que ese ser tenga una grandeza insuperable en este mundo. Plantiga ofreció su propia formulación en The nature of necessity (1974) y en God, Freedom and Evil (1975).
En The Nature of Necessity defendió el esencialismo, donde da un estudio completo al concepto de necesidad. En él dedica varios capítulos defendiendo que llama la necesidad de re (de una cosa), la idea que los objetos puedan tener propiedades modales como atributos esenciales. Para ello, Plantinga usó la noción de «mundos posibles», realidades abstractas conceptuales inmensamente complejas que definen «cómo podrían haber sido las cosas».
En un intento por resolver este problema, Plantinga diferenció entre «grandeza» y «excelencia». La excelencia de un ser en un mundo particular depende sólo de sus propiedades en ese mundo; la grandeza de un ser depende de sus propiedades en todos los mundos. Por lo tanto, el ser más grande posible debe tener la máxima excelencia en todos los mundos posibles. Plantinga luego reformuló el argumento de Malcolm, utilizando el concepto de «grandeza máxima». Sostuvo que es posible que exista un ser con grandeza máxima, por lo que un ser con grandeza máxima existe en un mundo posible. Si este es el caso, entonces existe un ser con la máxima grandeza en cada mundo y, por tanto, en este mundo.
La conclusión se basa en una forma de axioma modal S5, que establece que si algo es posiblemente cierto, entonces su posibilidad es cierta necesariamente. Es decir, que sea posiblemente cierto en todos los mundos posible (en símbolos lógicos: {\displaystyle \Diamond A\to \Box \Diamond A}). La versión de Plantinga de S5 sugiere que «Decir que p es posiblemente cierto necesariamente es decir que, con respecto a un mundo posible, es verdadero en todos los mundos; pero en ese caso es verdadero en todos los mundos, por lo que es simplemente cierto necesario necesariamente». Una versión de su argumento es la siguiente:

1. Un ser tiene la excelencia máxima en un mundo posible W si y solo si es omnipotente, omnisciente y totalmente bueno en W; y
2. Un ser tiene la grandeza máxima si tiene excelencia máxima en cada mundo posible.
3. Es posible que haya un ser que tenga la grandeza máxima. (Premisa)
4. Por lo tanto, posiblemente, es necesariamente cierto que existe un ser omnisciente, omnipotente y perfectamente bueno.
5. Por lo tanto, (por el axioma S5) es necesariamente cierto que existe un ser omnisciente, omnipotente y perfectamente bueno.
6. Por lo tanto, existe un ser omnisciente, omnipotente y perfectamente bueno.

William Lane Craig considera que esta formulación del argumento tiene más posibilidades de ser convincente que sus predecesores. Craig caracteriza el argumento de Plantinga de una manera ligeramente diferente:

1. Es posible que exista un gran ser máximo.
2. Si es posible que exista un ser máximo, entonces existe un ser máximo en algún mundo posible.
3. Si existe un ser máximo en algún mundo posible, entonces existe en todos los mundos posibles.
4. Si existe un ser máximo en todos los mundos posibles, entonces existe en el mundo real.
5. Si existe un ser máximo en el mundo real, entonces existe un ser máximo.
6. Por lo tanto, existe un gran ser máximo.

Plantinga admite que cualquiera que haya comprendido el argumento podría rechazarlo si duda de la primera premisa, permaneciendo agnóstico o incluso aceptar la posibilidad de inexistencia de un gran ser máximo. Aun así, Alvin cree que no es irracional aceptar la primera premisa. Por ejemplo, tomando el argumento:

- (46) O 7 + 5 = 13, o Dios existe;

- (47) 7 + 5 no es 13;

por lo tanto,
- (48) Dios existe.

Este argumento es válido. Como acepto su conclusión y, por lo tanto, su primera premisa, creo que también es sólida. Aun así, apenas podía reclamar mucho por ello como una pieza de teología natural. Probablemente nunca se ubicará en la Tercera Vía de Aquino, ni siquiera.
The Nature of Necessity p.217

Sin embargo, Plantiga argumentó que aunque la primera premisa no está establecida racionalmente, no es contraria a la razón:

Por lo tanto, nuestro veredicto sobre estas versiones reformuladas del argumento de San Anselmo debe ser el siguiente. Tal vez no se pueda decir que prueben o establezcan su conclusión. Pero como es racional aceptar su premisa central, sí demuestran que es racional aceptar esa conclusión. Y tal vez eso es todo lo que se puede esperar de cualquier argumento de este tipo.
The Nature of Necessity p.221

Plantiga cree que el argumento ontológico provee una buena base para la existencia de Dios. No obstante, Richard M. Gale afirma que muchos ateos rechazarían que hay un mundo posible donde exista necesariamente un ser máximo y que al basarse en el axioma S5 sería una petición de principio. Respecto al axima S5 en general, James Garson escribe que «las palabras "necesariamente" y "posiblemente" tienen muchos usos diferentes. Por lo tanto, la aceptabilidad de los axiomas para la lógica modal depende de cuál de estos usos tengamos en mente». El filósofo Timothy O'Connor está de acuerdo con el áxioma S5, pero niega que esto invoque el argumento ontológico, ya que «no da ninguna razón para pensar que la naturaleza de este ser en cuestión es realmente posible y no aparentemente lógico».
Una defensa del argumento es demostrar que Dios es un ser necesario comparándolo con objetos abstractos como números, figuras geométricas o proposiciones. Por ejemplo, el número 2 no puede no existir, así que necesariamente tiene que existir en todos los mundos posibles (ver Platonismo matemático). No obstante, la afirmación de que los objetos abstractos dependen de Dios para su existencia también es cuestionada.

#### Carl R. Kordig
Carl Robert Kordig presentó un argumento deóntico-ontológico basado en la lógica deóntica (de las ideas normativas). Lo que es deontológicamente perfecto deberiá existir y según Kordig, Dios es el ser más perfecto, y por consiguiente, debería de existir. Pero Kordig argumenta que lo que debería existir, puede existir, derivado de la ética deontológica de Immanuel Kant «deber implica poder».
1. Debería existir un ser perfecto: {\displaystyle Og}
2. Lo que debería existir es posible (Deber implica poder):
3. Si un ser perfecto debería existir, entonces es posible un ser perfecto: {\displaystyle Og\rightarrow \diamondsuit g}
4. Si un ser perfecto es posible, hay un ser perfecto es posiblemente necesario. (Por Axioma S5, un ser perfecto esencialmente perfecto es necesariamente existente): {\displaystyle \diamondsuit g\rightarrow \diamondsuit \Box g}
5. Si un ser perfecto es posiblemente necesario, entonces un ser perfecto es necesario. {\displaystyle \diamondsuit \Box g\rightarrow \Box g}

- Entonces, hay un ser perfecto. {\displaystyle \Box g}

Por modus ponens se demuestra que Dios es posible, y como Dios al no ser contingente, solo puede existir necesariamente, y por modus ponens se concluye su existencia. Críticos como Michael Martin y Patrick Grim usaron este argumento para demostrar la existencia de la «isla más perfecta» y el «super ser más malvado». Grim y Oppy argumentan que esta formulación falla ya que un ser deontológicamente perfecto no posee existencia necesaria, lo cual el argumento modal requiere.

### Razonamiento automatizado
Los autores Paul Oppenheimer y Edward Zalta en 2011 investigaron el argumento ontológico computacionalmente. Utilizaron un motor de razonamiento automático de teoremas automatizado, Prover9, para validar la tesis ontológica de Anselmo. Las premisas y la conclusión del argumento se representan en la sintaxis entendida por el Prover9. Usando la lógica de las descripciones definidas, los autores desarrollaron una representación válida del argumento que requería tres premisas no lógicas. Sin embargo, descubrió un argumento válido más simple para la existencia de Dios desde una única premisa no lógica.
Los investigadores Christoph Benzmülle y Bruno Woltzenlogel publicaron en 2013 un artículo donde prueban el argumento ontológico sobre la existencia de Dios del matemático Kurt Gödel con una demostración con los motores de razonamiento automático de teoremas LEO-II y Satallax. Sin embargo «el artículo no pretende haber demostrado la existencia de Dios ni nada parecido», aclara Joan Bagaria, profesor de Lógica y Filosofía de la ciencia de la Universidad de Barcelona, solo es «en una formalización y verificación del argumento ontológico dado por Gödel» usando sistemas computacionales. El matemático Jorge López Abad del Instituto de Ciencias Matemáticas, coincide diciendo que los autores han hecho es «formalizar el resultado de Gödel en lenguajes informáticos apropiados y luego utilizar paquetes de demostración automátizados para que una máquina demuestre ese resultado, pero las implicaciones filosófico-religiosas las desconozco».

## Contraargumentos

### La isla de Gaunilo

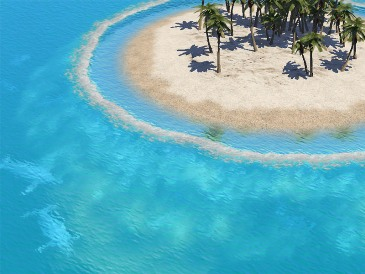
Gaunilo de Marmoutiers formuló una parodia del argumento de Anselmo para demostrar la existencia de «la isla más perfecta posible» a modo de reductio ad absurdum.

Una de las primeras refutaciones del argumento de Anselmo fue planteada en Liber pro insipiente (En defensa del necio) por Gaunilo de Marmoutiers, uno de sus contemporáneos quien invitó a sus lectores a concebir la mayor y más perfecta isla. Dicha isla, según Gaunilo, es muy probable que no exista. Sin embargo, de acuerdo con el argumento de Anselmo, en tal caso no estaríamos concibiendo la mayor y más perfecta isla concebible, ya que la mayor isla existiría en la realidad, y además debería tener todos los demás atributos de perfección y grandeza que se puedan concebir. Aun así, el Universo insiste en no albergar tal isla. Y aunque, según Gaunilo, este argumento pueda parecer absurdo y contrario a la realidad, no lo es más que el de Anselmo.
Este argumento se engloba en las llamadas objeciones por saturación: no pretenden mostrar dónde o cómo falla el argumento, sino que simplemente razonan que si se acepta como válida la forma de razonar del argumento ontológico, entonces se habrán de aceptar las conclusiones de todos aquellos razonamientos corolarios que siendo formalmente análogos a aquel llevan a conclusiones absurdas e incluso contrarias a la más directa experiencia; tales argumentos, en efecto, saturarían al universo con un número indefinidamente grande de islas perfectas necesariamente existentes, lagartijas perfectas, lapiceros perfectos, etcétera. Además, el contraargumento de Gaunilo viene a señalar la que se ha visto como principal debilidad del argumento ontológico, el que algo sea más perfecto existiendo que no existiendo, lo cual se ha señalado como escurridizo y carente de sentido, ya que supone comparar algo que existe con algo que no es.
Anselmo respondió a la crítica de Gaunilo argumentando que el argumento se aplicaba solo a conceptos con existencia necesaria. Sugirió que sólo un ser con existencia necesaria puede cumplir el mandato de «aquello que no puede concebirse nada más grande». Además, un objeto contingente, como una isla, siempre podría mejorarse y, por lo tanto, nunca podría alcanzar un estado de perfección. Por esa razón, Anselmo descartó cualquier argumento que no se relacionara con un ser con existencia necesaria. Alvin Plantinga criticó que «la idea de una isla que no es posible que haya mayor» es tan incoherente como la idea de «un número natural que no es posible que haya mayor» porque «no importa cuán grande sea una isla, no importa cuántas doncellas nubias y bailarinas la adornen, siempre podría haber una mayor». Graham Oppy por otro lado defiende que Gaunilo está de acuerdo en que el Necio sostiene que no existe tal cosa como «esa isla que no puede concebirse mayor isla» y «algo mayor que aquello que no puede concebirse mayor» porque ambas refieren a «algo que no puede concebirse mayor» pero «ninguna de ellas se refiere a algo que posiblemente podría existir (en realidad)».

### Tomás de Aquino

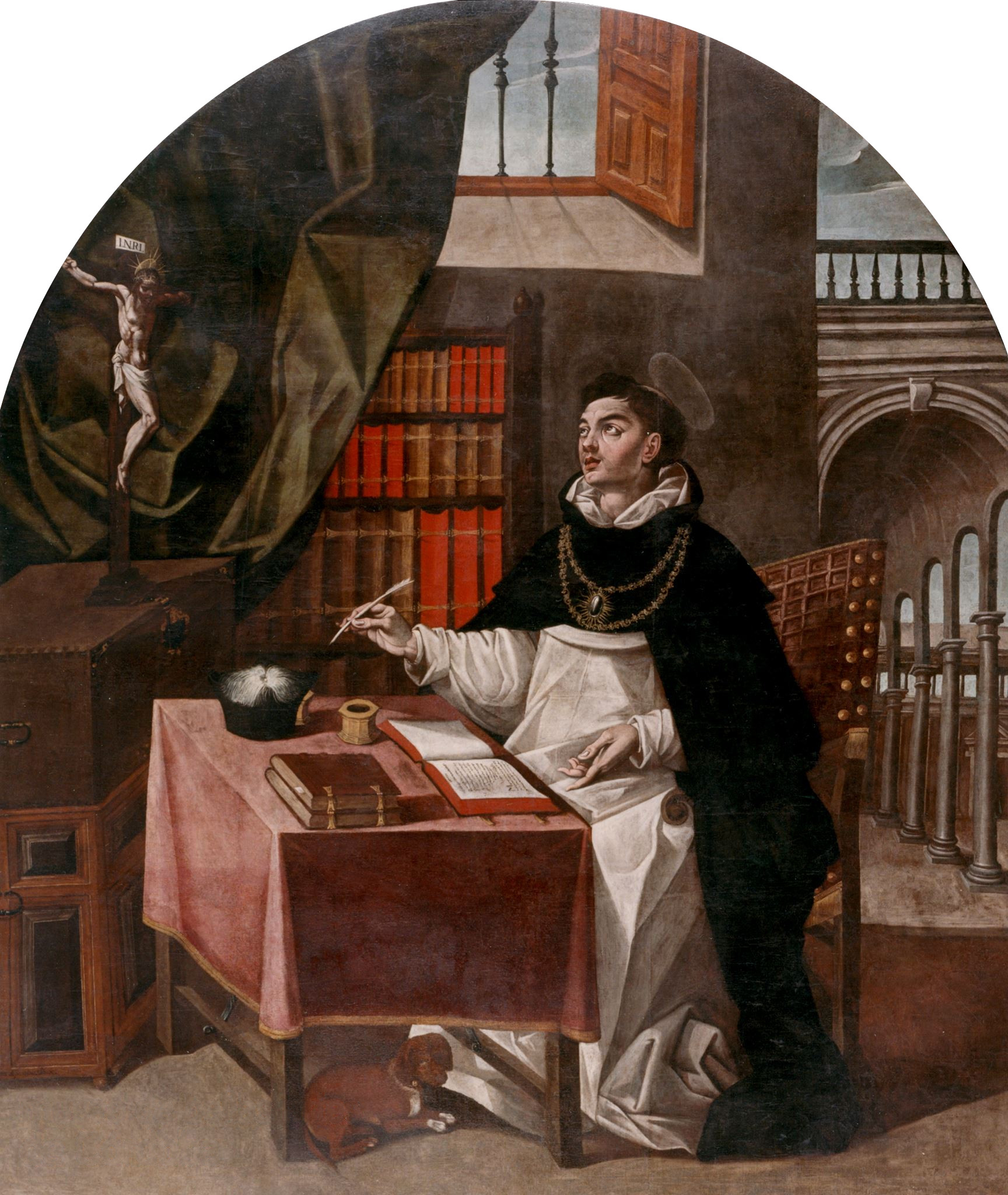
Tomás de Aquino fue uno de los primeros teólogos en rechazar el argumento ontológico.

Tomás de Aquino, en su Summa Theologica, acepta que Dios es a lo que se denomina como el fundamento de lo que es, luego la proposición «Dios existe» es necesariamente verdadera, porque en ella el sujeto y el predicado son lo mismo (como se lee en el Éxodo, capítulo 3, versículo 14, Dios le dice a Moisés: «Yo soy el que soy». Esto es a lo que el filósofo Brian Davies llama «el argumento de la existencia».

«Pues si las cosas, entre sí diversas, coinciden en algo, es necesario que haya alguna causa de tal coincidencia, ya que las cosas diversas no coinciden entre sí por sí mismas. Por eso, cuando entre cosas diversas se encuentra algo común, es necesario que este algo tenga alguna causa. [...] Por lo tanto, es necesario que haya un principio del ser por el que tengan ser las cosas, incluso las más diversas, tanto si son invisibles y espirituales como si son visibles y corporales.»
Suma teológica, Parte I, Cuestión 65, Artículo 1

No obstante, se opuso al argumento de Anselmo. Al igual que Aristóteles, distinguió entre esencia y existencia. En El ente y la esencia, argumenta que se puede comprender la esencia del ave fénix sin saber si existe.  Así sugirió que las personas no pueden conocer la naturaleza de Dios y, por lo tanto, no pueden concebir a Dios de la manera que Anselmo propuso.

«El argumento de San Anselmo hay que interpretarlo del modo siguiente: después que conocemos a Dios, no puede entenderse qué Dios sea, y que pueda pensarse que no existe; sin embargo, de esto no se sigue que uno no pueda negar o pensar que Dios no sea; pues puede pensar que no existe nada de este género, mayor que lo cual nada se puede pensar. Por lo tanto, su razonamiento se basa en una suposición: se supone que existe algo mayor que lo cual nada puede pensarse»
Comentario a las sentencias de Pedro Lombardo, L.1, D.3, Q.1, O.2, S.4

«Por consiguiente, digo: La proposición Dios existe, considerada en sí misma, es evidente por sí misma, ya que en ella sujeto y predicado son lo mismo, pues Dios es su mismo ser, como veremos (q.3 a.4). Pero, puesto que no sabemos en qué consiste Dios, para nosotros no es evidente, sino que necesitamos demostrarlo a través de aquello que es más evidente para nosotros y menos por su naturaleza, esto es, por los efectos.»
Suma teológica, Parte I, Cuestión 2, Artículo 1

La prueba de Anselmo parte de que Dios es concebible. Santo Tomás razonó que Dios es evidente en sí (quoad se), pero no para nosotros (quoad nos). Solo se puede conocer a Dios mediante su esencia, y como solo Dios puede conocer completamente su esencia, solo Él podría usar el argumento. Albert Einstein explica esta situación sobre la incomprensión de los atributos de Dios:

«La mente humana es incapaz de concebir las cuatro dimensiones. ¿Cómo puede concebir un Dios, ante quien mil años y mil dimensiones son como una?»

Según Tomás, se deduce que la existencia de Dios, aun cuando en sí misma no se nos presenta como evidente (a priori), es demostrable por los efectos (a posteriori) con que nos encontramos. Tomás concluye que aun si la palabra Dios se entiende como el ser más perfecto, no se sigue que este se dé en la realidad, sino tan solo en la comprensión del entendimiento. Tampoco se puede deducir que exista en la realidad sin que se presuponga que en la realidad exista tal ser. Su rechazo del argumento ontológico causó que otros teólogos católicos también rechazaran el argumento.
La posición de Tomás ha sido vista como contradictoria porque si el argumento ontológico se rechaza, partiendo de la idea de Dios como un ser posible no se podría concluir que es un ser necesario, cosa que afirma desde su tercera vía, volviendo absurdo la identificación de la esencia de Dios con su existencia. Leibniz sostendrá la armonía del argumento ontológico con la tercera vía. También se ha sostenido que la cuarta vía de santo Tomás es una formulación modificada de la prueba ontológica aunque basada en la experiencia. Por otro lado Kenneth Einar Himma defiende que el argumento de Anselmo no necesita de una completa comprensión del concepto de Dios, solo que el concepto es coherente.

### Guillermo de Ockham
Guillermo de Ockham rechazó tanto la prueba ontológica de Anselmo y la cosmológica de Aquino. Ockham cree que cada una se reduce a un argumento acerca de la imposibilidad de una regresión infinita. «Habría una regresión infinita entre entidades si no existiera la entidad más grandiosa». Sin embargo, Ockham niega que la inexistencia de Dios implica una regresión infinita según la distinción aristotélica entre infinito potencial e infinito actual. Además, Ockham adoptó la doctrina medieval Gran Cadena del Ser, en la que la naturaleza puede clasificarse en una jerarquía de seres. «Si Dios y los ángeles no existen, entonces los seres humanos son las entidades más grandes y no existe uno mejor entre nosotros»; luego para Ockham el argumento ontológico «no prueba que exista sólo una entidad mayor».

### John Locke
Uno de los primeros filósofos modernos en criticar el argumento ontológico es el padre del empirismo, John Locke, el cual criticó la teoría de las ideas innatas de Descartes en su Ensayo sobre el entendimiento humano. Locke sostuvo que todas las ideas derivan de la experiencia (ver tabula rasa), por lo que solo se puede tener el concepto de Dios a posteriori.

«[S]i se formara una comunidad de niños en una isla en la que no hubiera fuego, no tendría ni la noción ni el nombre para tal cosa a pesar de que fuera conocida y recibida en el resto del mundo de manera universal. Y también, quizá, estarían lejos de tener un nombre o una noción de Dios hasta que alguno de ellos reflexionara sobre el origen y las causas de las cosas, lo cual le llevaría fácilmente a la noción de Dios».

Locke analizó el argumento ontológico centrándose en la idea de «existencia necesaria». Esta idea, según Locke, favorece tanto «la existencia de un Dios inmaterial y creador de todas las cosas –al que llama el Dios de los teístas– como a quien utilice el argumento a favor de una materia primigenia y sin conocimiento –a la que llama la materia de los ateos», ya que si se puede agregar la idea de existencia necesaria a Dios, también se la puede agregar a la materia. Locke concluye que no se puede pasar del plano de las ideas al de la existencia en una argumentación que pretenda ser válida:

«...agregar en nuestros pensamientos la idea de existencia necesaria a una idea de una sustancia material sin sentido, o a la idea de un espíritu de conocimiento inmaterial, no hace que ninguno de ellos exista, ni altera nada en la realidad de su existencia. [...] Por las ideas del espíritu discernimos el acuerdo o desacuerdo de las ideas que tienen una existencia ideal semejante en nuestros espíritus […] Pero cualquier idea, simple o compleja, por el mero hecho de estar en nuestros espíritus, no es evidencia de la existencia real de una cosa exterior a nuestros espíritus que corresponde a aquella idea. La existencia real sólo puede probarse por la existencia real; y, por tanto, la existencia real de Dios sólo puede probarse por la existencia real de otras cosas».

### David Hume

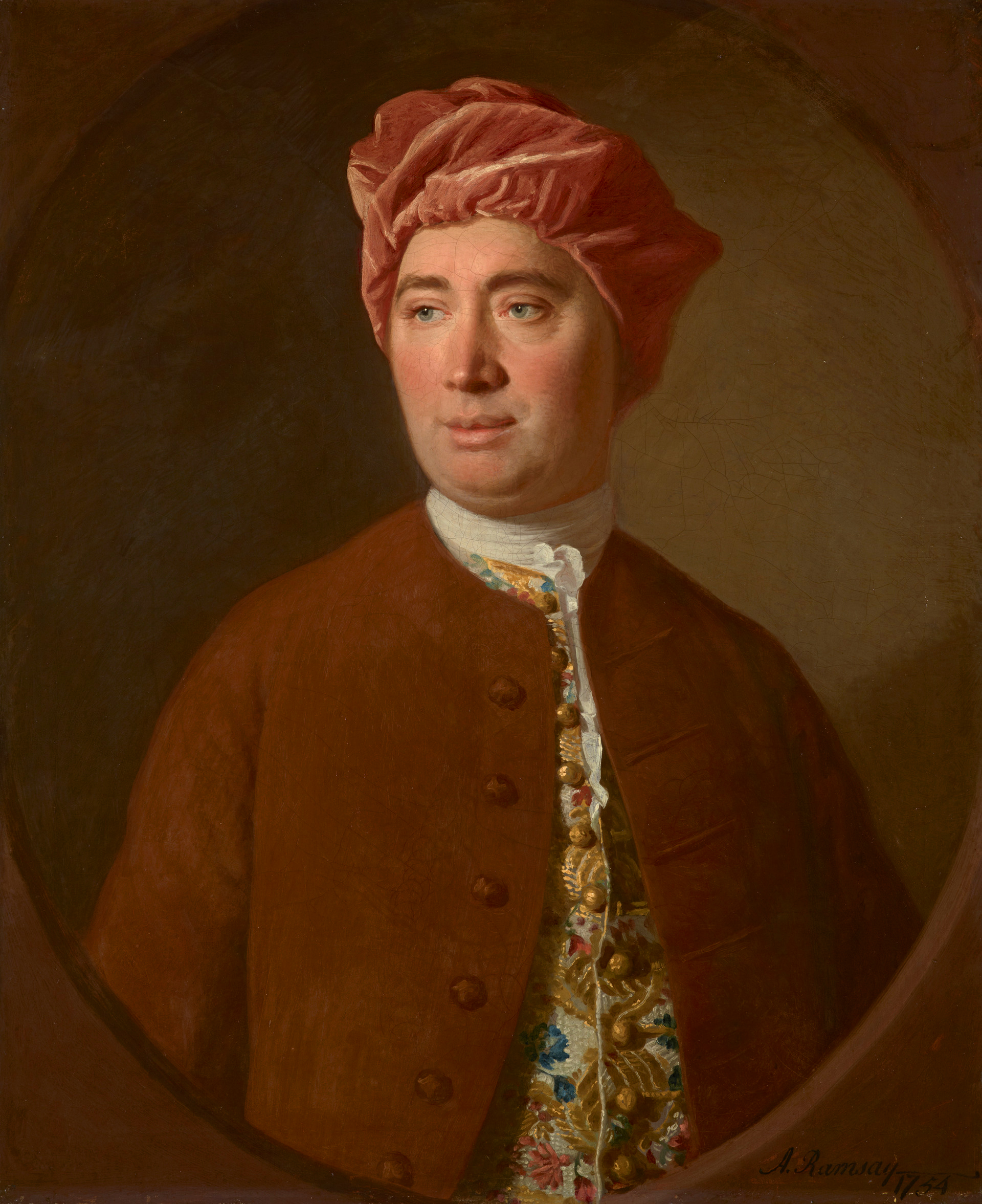
Para David Hume las afirmaciones existenciales son cuestiones de hecho y nunca pueden demostrarse a priori.

Uno de los principales ataques contra el argumento ontológico es su apriorismo: al contrario de, por ejemplo, las cinco vías de Santo Tomás, el argumento ontológico parte de la existencia de Dios a priori para demostrarla. El filósofo escocés David Hume produjo, en ese sentido, una refutación del argumento bajo un empirismo extremo de Locke, en virtud de la cual trataba de demostrar que nada puede probarse como existente a partir de un argumento racional a priori. Hume argumentó que o «la idea de existencia debe derivarse de una impresión distinta, unida a cada percepción u objeto de nuestro pensamiento, o debe ser la misma que la idea de la percepción u objeto». Pero como es imposible «señalar esa impresión distinta, de la cual se deriva la idea de entidad» y «probar que esta impresión es inseparable de toda percepción que creemos que existe», entonces no hay impresión de existencia distinta de la impresión de un objeto. Demostrar la existencia de un objeto entonces se ha de tener una impresión de él. Luego, Hume sostuvo «los razonamientos abstractos no pueden decidir ninguna cuestión de hecho o existencia» (véase el Tenedor de Hume). En Investigación sobre el entendimiento humano escribió:

Si tomamos en nuestra mano cualquier volumen; de divinidad o metafísica escolar, por ejemplo; Preguntémonos: ¿Contiene algún razonamiento abstracto sobre la cantidad o el número? No. ¿Contiene algún razonamiento experimental sobre cuestiones de hecho y existencia? No. Entréguenlo entonces a las llamas: porque no puede contener más que sofismas e ilusiones.

Hume resume su crítica todo argumento apriorístico en Dialogues concerning Natural Religion (Diálogos sobre la religión natural) con la siguiente cita:

Es un absurdo evidente pretender demostrar un hecho como necesario, o pretender demostrarlo con cualesquiera argumentos a priori. Nada es demostrable salvo si su contrario implica una contradicción. Nada que sea distintivamente concebible implica una contradicción. Cualquier cosa que concebimos como existente igualmente la podemos concebir como inexistente. No hay, por tanto, ser alguno cuya inexistencia implique una contradicción. En consecuencia, no hay ser alguno cuya existencia sea demostrable a priori.

Este razonamiento podría resumirse en:
1. Podemos concebir la existencia de Dios.
2. Si podemos concebir la existencia de algo, podemos concebir su inexistencia.
3. Si podemos concebir la inexistencia de Dios, entonces la inexistencia de Dios no implica una contradicción.
4. Si la existencia de Dios es necesaria, entonces la no existencia de Dios implica una contradicción.
5. Por tanto, la existencia de Dios no es necesaria.

La afirmación de Hume de que todas las proposiciones existenciales son contingentes, señala Hartshorne, no es una universalmente aceptada.

### Immanuel Kant

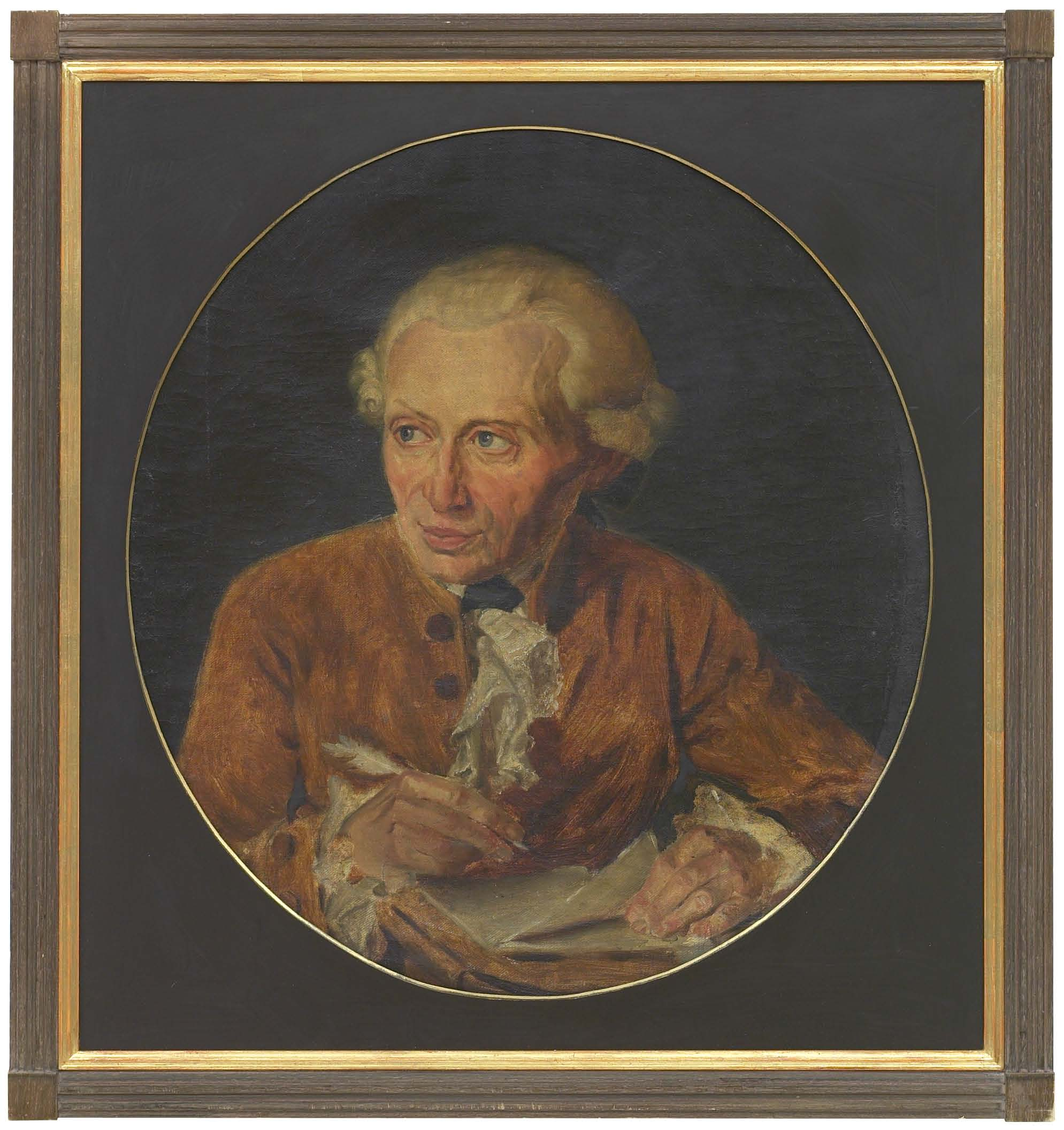
Immanuel Kant planteó que la existencia no es un predicado porque «la existencia de la cosa está en conexión con nuestras percepciones».

Existe un cierto consenso en que fue Immanuel Kant quien vino a clarificar la polémica que rodea al argumento ontológico. En su obra precrítica El único fundamento posible de una demostración de la existencia de Dios examinó lo que distinguió como tres tipos de argumentos para la existencia de Dios: ontológico, cosmológico y teleológico. Fue Kant quien bautizó el nombre de dicho argumento y del cual ya era previamente consciente de los problemas que tenía. Comentó: «Sé, por supuesto, que se invoca el concepto de Dios a través del cual uno permite determinar su existencia. Pero se puede ver fácilmente que esto sucede en la noción, no en la realidad».
Kant intentó demostrar la inconsistencia de una prueba ontológica, tratándola en la dialéctica trascendental en su Crítica de la razón pura. Ofreció una serie de argumentos separados pero interconectados en contra del argumento ontológico, apoyándose en los conceptos de juicios sintéticos y analíticos. En un juicio analítico, el predicado expresa de un concepto algo que ya está contenido en el concepto, y por tanto es una tautología (ej: un triángulo tiene tres lados); en un juicio sintético, el predicado liga el concepto con algo externo a él que no se colegía lógicamente del mismo (ej: la Tierra es esférica): el conocimiento nuevo se construye a partir de juicios sintéticos.
1. Primeramente, Kant razona que no está nada claro que la idea de un ser absolutamente necesario signifique algo en realidad: señala como escurridiza la afirmación de que la existencia es mejor que la inexistencia. Norman Malcolm también sostuvo esta opinión.[25]
2. Segundo, Kant arguye que si incluimos la existencia en la definición de algo, entonces afirmar que ese algo existe es una tautología. Si decimos que la existencia es parte de la definición de Dios (lo cual tomamos por un juicio analítico), entonces simplemente nos estamos repitiendo al afirmar que Dios existe, sin aportar juicio sintético alguno que pudiera añadir nueva información respecto a la existencia de Dios.
3. Tercero, Kant afirma que «existir no es obviamente una afirmación real», y que no puede ser parte del concepto de algo. Esto es, que decir que algo es o existe no es decir algo de un concepto, sino que por el contrario indica que hay un objeto que se corresponde con el concepto, y que «el objeto, como realmente existe, no está analíticamente contenido en mi concepto, sino que se añade al mismo». Es decir, cualquiera que sea el concepto de un objeto, se ha de salir del concepto si se quiere atribuirle existencia al objeto.[125] Con respecto a los objetos sensibles, decir que algo existe no implica que tiene una propiedad adicional que es parte de su concepto, sino que será encontrado fuera de nuestros pensamientos y que tenemos la percepción empírica del mismo en el espacio y el tiempo. Una cosa realmente existente carece de cualquier propiedad que pudiera predicarse de ella y que la diferenciara del concepto de la misma. Entonces:

«De este modo, lo real no contiene más que lo posible. Cien táleros reales no poseen en absoluto mayor contenido que cien táleros posibles. En efecto, si los primeros contuvieran más que los últimos y tenemos, además, en cuenta que los últimos significan el concepto, mientras que los primeros indican el objeto y su posición, entonces mi concepto no expresaría el objeto entero ni sería, consiguientemente, el concepto adecuado del mismo».
Crítica de la razón Pura, Ed. Alfaguara, Madrid, 1978, pp.504

Lo que distingue el objeto del concepto es que los experimentamos: tendrá, por ejemplo, una forma, una situación determinada, y una duración. Como ejemplo de esto, propone: la razón por la que decimos que los caballos existen y los unicornios no, no es que el concepto de caballo tenga la propiedad de la existencia y el de unicornio no; no hay diferencia entre ambos conceptos en este sentido, y tampoco la hay entre el concepto de un caballo y de un caballo realmente existente: ambos conceptos son iguales. La razón por la que decimos que los caballos existen es que tenemos una experiencia espacio-temporal de los mismos: son objetos que se corresponden al concepto. Así, cualquier demostración de la existencia de algo, incluyendo a Dios, que se base en afirmar (predicar) una propiedad (en este caso la existencia) de ese algo es falaz: la existencia no es un predicado. Alexander Pruss resume la objeción de Kant al argumento de Anselmo de la siguiente forma:

Anselmo afirma que un ser perfecto que existe en pensamiento y realidad es mayor que un ser perfecto que existe solo en pensamiento. Pero esto no parece cierto. Porque lo que necesitamos comparar es (a) el ser perfecto que existe en el pensamiento y la realidad si existiera con lo que (b) el ser perfecto que existe solo en el pensamiento sería si existiera. Pero la respuesta aquí es que los dos seres perfectos serían exactamente iguales bajo la condición hipotética de que ambos existieran en la realidad.

Hartshorne dijo que, para Anselmo, «la existencia necesaria es una forma de existencia superior a la existencia ordinaria y contingente, y que la existencia ordinaria y contingente es un defecto». Para Hartshorne, tanto Hume como Kant se centraron solo en si lo que existe es mayor que lo que no existe. Sin embargo, «el punto de Anselmo es que lo que existe y no puede no existir es mayor que lo que existe y no puede existir». Esto evitaría la pregunta de si la existencia es o no un predicado.

### Arthur Schopenhauer

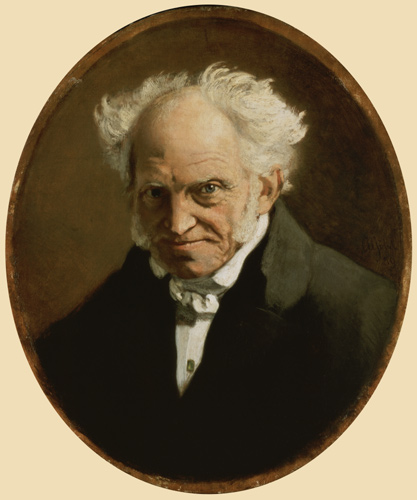
Arthur Schopenhauer declara que «examinado con claridad y despreocupadamente, este célebre argumento ontológico, es un delicioso cuento».

El filósofo alemán Arthur Schopenhauer, muy influenciado por la filosofía kantiana, criticó paródicamente el argumento ontológico. Según el filósofo, este argumento es comparable a un truco de magia. Similarmente cuando un mago oculta en lugar conveniente de su sombrero un conejo, San Anselmo y Descartes ocultan dentro de las premisas la conclusión del argumento (que Dios existe), volviéndolo en una falacia de petición de principio. Schopenhauer dice lo mismo diciendo que el argumento ontológico hace lo mismo que «el pollo dentro del huevo que ha sido largamente empollado». Al salir el pollo del cascarón, no surge milagrosamente de un huevo vacío, sino que ya estaba dentro desde el principio. Para Schopenhauer, la respuesta más simple a tal demostración ontológica (de que un objeto correspondiente al concepto debe existir en la realidad, independiente del concepto mismo) es la siguiente:

«Todo estriba en saber de dónde te viene tu concepto: ¿le has tomado
de la experiencia? A la bonne heure! Entonces en ella existirá su correspondiente objeto, y no necesita de más demostración. Por el contrario, ¿le has fraguado en tu mollera? Entonces no le sirven de nada todos sus predicados: es una ficción»
Sobre la cuádruple raíz del principio de razón suficiente (1813) CAPÍTULO II. 7. Descartes

Schopenhauer cita a Aristóteles en el capítulo 7 del libro II de Analytica Posteriora. En este fragmento Schopenhauer señala que la definición de una cosa y la prueba de su existencia son dos materias distintas y que nunca deben confundirse, pues por la primera de ellas sabemos lo que se menciona, y por la otra que esta cosa existe. Es decir, «la existencia no forma parte de la esencia: el existir de las cosas no pertenece a su quididad».

Ahora bien, el ser no es la entidad de nada: pues lo que es no es un género.
Segundos analíticos, II, VII, 92b, 10 - 14

Con esto, Schopenhauer se burla y critica duramente a los filósofos Friedrich Schelling y Hegel por defender tal argumento.

### Franz Brentano
El filósofo y sacerdote Franz Brentano en su obra Sobre la existencia de Dios objeta que los partidarios del argumento ontologico comenten equivocos al tomar «por afirmativa una expresión negativa». Por ejemplo, la proposición «un hombre es un hombre» es verdadero bajo el principio de identidad pero no se sigue que existan los hombres, sino que «no hay ningún hombre que no sea un hombre» porque «el concepto de una cosa no puede, de ninguna manera, afirmarse de ella a priori, sino únicamente de un modo hipotético». Proposiciones donde «A es A» son «en apariencia positiva, pero su sentido es negativo y no posee alcance existencia». Entonces que Dios posea existencia necesaria no se sigue que exista, sino que «no hay ningún Dios que no posea esa existencia». Otro equívoco surge al tomar «por real a una definición puramente nominal». Es decir, que definir un concepto «no tiene ninguna implicación existencial». Entonces, la proposición «se define por Dios un ser al que le pertenece la existencia necesaria» se sigue sin probar si este ser existe.

### Gottlob Frege

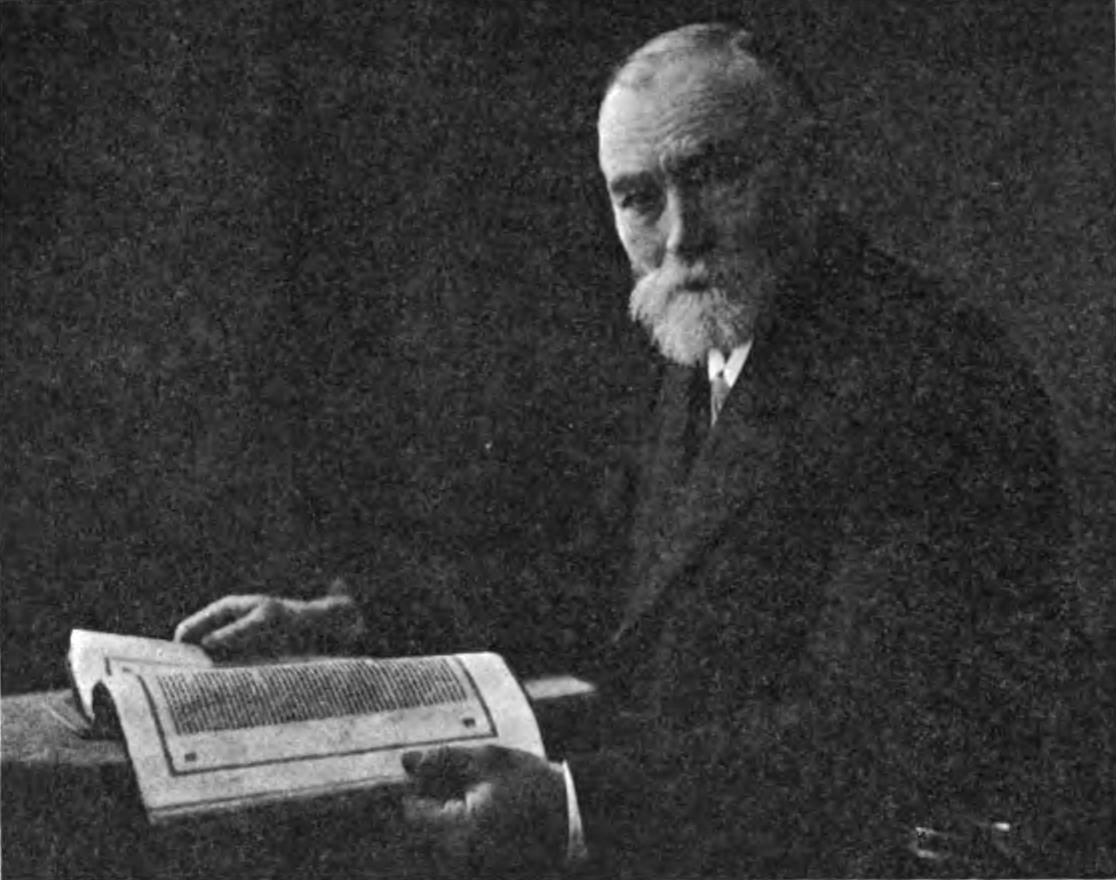
Gottlob Frege rechazó la prueba ontológica porque depende de la suposición de que la existencia es un predicado de primer orden y no de segundo orden.

Gottlob Frege, padre de la lógica matemática y de la filosofía analítica, critica al argumento con sus teorías del lenguaje. Frege no se refiere a las propiedades que se afirman en un concepto como las características que lo constituyen. Frege define la existencia como la negación del número cero. La propiedad «rectangular» no es una propiedad del concepto «triángulo rectangular»; pero la proposición de que no existe un «triángulo rectangular» establece una propiedad ese concepto; se le asigna el número 0. En este sentido, la existencia es análoga al número. Decir que x existe, es decir que hay un número distinto de cero de x. Debido a que la existencia es una propiedad de los conceptos, el argumento ontológico de la existencia de Dios se rompe. La unidad no es un componente característico del concepto «Dios» más de lo que lo es la existencia. Frege diferencia predicados de primer y segundo orden. Argumentó que al hacer afirmaciones sobre la existencia, atribuimos (o negamos) la propiedad de segundo nivel, «no estar vacío», a un concepto de primer nivel. De esto se deduce que la existencia es una propiedad de segundo nivel, la propiedad «no está vacía». Por lo tanto, rechazó la prueba ontológica de la existencia de Dios porque depende de la suposición de que la existencia es una propiedad de primer orden, y no de segundo orden.

### Bertrand Russell

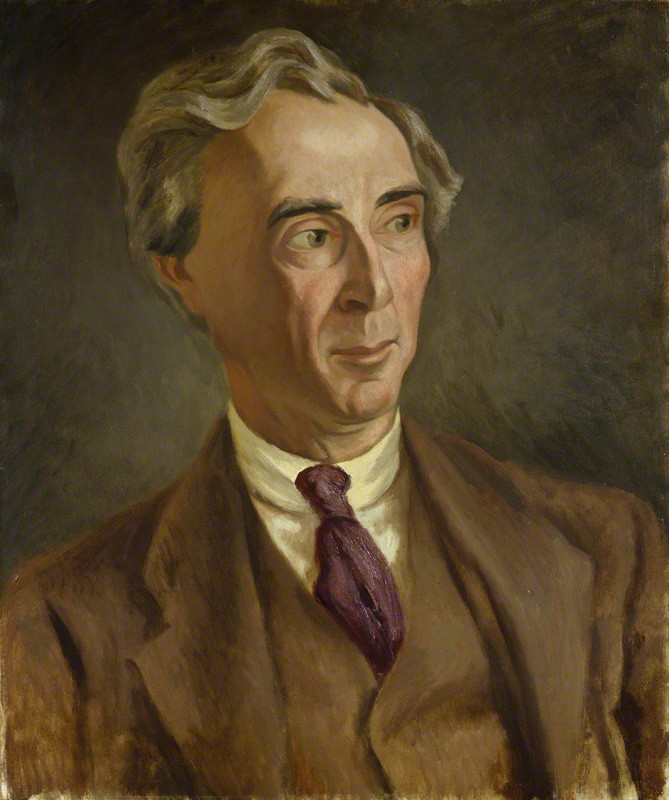
Bertrand Russell afirma que no se puede aplicar las mismas reglas lógicas a cosas cuya existencia es incierta.

Bertrand Russell, durante su fase juvenil hegeliana, aceptó el argumento; una vez exclamó: «¡Cáspita, el argumento ontológico es sólido!». Sin embargo, más tarde criticó el argumento, afirmando que: «el argumento, para una mente moderna, no parece muy convincente, pero es más fácil sentirse convencido de que debe ser falaz que descubrir precisamente dónde está la falacia». Russell hizo una distinción entre la existencia y la esencia, argumentando que la esencia de una cosa puede describirse y su existencia aún permanecer en cuestión.

La verdadera pregunta es: ¿hay algo que podamos pensar que, por el mero hecho de que podemos pensar en ello, parezca posible existir fuera de nuestro pensamiento? A los filósofo les gustaría decir que sí, porque el trabajo de un filósofo es averiguar cosas sobre el mundo mediante el pensamiento en lugar de la observación. Si la respuesta correcta es «sí», existe un puente desde el pensamiento puro a las cosas. Si no, no.
Bertrand Russell: Historia de la filosofía occidental (1946)

Russell criticó el argumento ontológico dentro de la filosofía del lenguaje con su teoría de las descripciones. En su obra Sobre la denotación, Russel afirma que el argumento ontológico no es válido porque no se prueba la premisa «hay una y sólo una entidad x es perfecta en grado sumo». Además, «si definimos la perfeccion como la posesion de todos los predicados positivos, entonces puede probarse... que la mecionada clase [de los Seres perfectos en grado sumo] no tiene ni siquiera un miembro».
En su obra Principia Mathematica, sostiene que la «existencia» y «no existencia» no son una propiedad y por lo tanto «no puede estar involucrado en una instanciación universa». Pero aún si lo fueran el argumento también fallaría porque «el error de Anselmo es no haber notado la ambigüedad del alcance en el uso de la descripción definida».
Russell fue más lejos al sugerir que la «existencia», en lugar de ser un predicado, indica que algo está «instanciado» (si hay ejemplos de este) en un espacio y tiempo. Otra forma de expresarlo es que la existencia es la extensión de la intención (concepto de un término) buscando dentro de las cosas reales pragmáticamente. La intención de «un ser tal que no se puede imaginar algo más grande» posee una extensión en cuanto a una idea, pero no físicamente. El punto de vista de Russell se refleja en el tratamiento lógico estándar moderno de la existencia. Según Mario Bunge, la concepción actualmente aceptada es que la existencia es un cuantificador llamado «cuantificador existencial» en lugar de un predicado. J. L. Mackie aclara que esta opinión es controvertida.
Por otro lado, Russell considera el concepto de un «ser necesario» como un sin sentido en su debate de radio con Frederick Copleston. Reconoce que las definiciones y las pruebas lógicas pueden ser necesariamente ciertas, pero no que existan necesariamente.

Suponga que usted toma como su sujeto «el existente cuadrado redondo», se vería como una propuesta analítica que «el existente cuadrado redondo existe», pero no existe.

Para él, una propuesta necesaria debe ser analítica (verdaderas por definición) pero según él, un «ser necesario» es una noción contradictoria, como un «cuadrado redondo». Este contraargumento lo usó contra la teoría de los objetos de Alexius Meinong, y por consiguiente, contra los argumento ontológicos meinongianos.

### William L. Rowe
William Leonard Rowe creía notablemente que la estructura del argumento ontológico era tal que inherentemente comete una petición de principio de la existencia de Dios, es decir, que uno debe tener una creencia presupuesta en la existencia de Dios para aceptar la conclusión del argumento. Para ilustrar esto, Rowe diseña el concepto de un «unicornex», definido como un «unicornio que realmente existe». Tenga en cuenta que algún objeto posible es un unicornio, pero dado que de hecho no existen unicornios, ningún objeto posible es un unicornex. Por lo tanto, para saber que los unicornexs son posibles, debes saber que existen los unicornexs. Rowe cree que esto es análogo a la concepción del argumento ontológico de Dios en la formulación de la mayor entidad concebible: el mayor ser concebible es un ser omnipotente, todopoderoso, sumamente perfecto, existente. Nada en esa definición demuestra explícitamente la existencia, simplemente se agrega como una cualidad filosófica necesaria en el mismo sentido en que al unicornex se le da también la calidad de existencia. Por lo tanto, para Rowe, no hay forma de saber la existencia del mayor ser concebible sin saber ya que existe; la definición simplemente es circular.
El filósofo y científico informático Gilles Dowek utilizando el teorema de corrección (recíproco del Teorema de completitud de Gödel) expresó que «definir a Dios como existente no es suficiente para demostrar que Él existe. Por otro lado, definir unicornios como imaginarios es suficiente para mostrar que no existen».

### Brian Davies
El filósofo Brian Davies criticó el argumento ontológico de Anselmo señalando que la comparación de «un ser tal que no se puede imaginar algo más grande» existiendo en la mente y en la realidad no es válida, porque no hay nada con lo que comparar. Preguntar si es algo que existe es más perfecto con algo que no existe es un sinsentido. «Si algo está en la mente (en intelecto) pero no en la realidad (en Re), ¿se puede pensar en algo más grande?». Posteriormente también objetó a Malcolm el uso equívoco del verbo is («es», en español). Él indica que hay dos usos de la palabra:
1. Para definir algo: «una reina es una mujer monarca» (a queen is a female monarch).
2. Para explicar que hay algo en realidad: «existe tal cosa como un vampiro» (there is such a thing as a vampire).

Según Davies, el uso de esta palabra por parte de Malcolm se puede usar para definir el concepto de Dios, pero no para demostralo, ya que presupone su existencia sin ninguna razón lógica, es decir, Malcom no le dice al lector absolutamente nada sobre el tema y se basa en gran medida en la suposición de los lectores de la existencia de Dios. Davies dice que Malcolm está haciendo lo mismo con la «existencia necesaria». Además, Davies criticó argumento modal de Plantiga al señalar que simplemente que un Dios existiendo es posible y no implica que una que exista realidad física como algo probable.

### Parodias del argumento
Desde los tiempos de Gaunilón, se han presentado varias parodias del argumento basadas en la reducción al absurdo de Gaunilón que ejemplificó con su Gran Isla. Michael Martin propuso parodias del argumento, sugiriendo que la existencia de cualquier cosa se puede demostrar con el argumento de Plantinga o Kordig, siempre que se defina como perfecto o especial en todos los mundos posibles.
Graham Oppy aclara que las parodías no pretenden hacer que «debamos aceptar la conclusión» de sus argumentos o «suponer que Dios no existe», sino construir argumentos con la misma estructura lógica que los no teístas puedan razonablemente negar y por consiguiente afirmar que estos argumentos no tienen más razones para ser aceptados que los argumentos ontológicos originales. La principal defensa de los teístas es sostener que los argumentos originales son sólidos y las parodias no.

#### Perfecta inexistencia

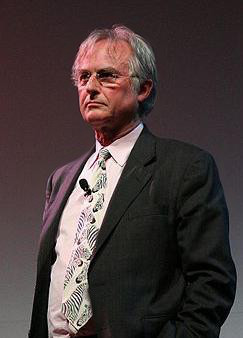
Richard Dawkins en su best-seller The God Delusion cita la parodia de Douglas Gasking.

Una parodia popular del argumento ontológico es la de Richard Dawkins, en su best-seller The God Delusion. Su parodia es una versión del argumento que intenta demostrar que Dios no existe. Es similar en el enfoque de Gaunilo, ya que también requiere un Dios que puede hacer lo lógicamente imposible, llegando a conclusiones absurdas. En la versión de Dawkins, tomada del filósofo australiano Douglas Gasking, la grandeza de Dios queda demostrada por su creación del mundo. Un ser que, de alguna manera, supera la gran desventaja de no existir y continúa creando el mundo sin duda será más grande que un ser que existe y crea el mundo. Por lo tanto, Dios, quien por definición es «aquello de lo que nada más grande puede ser concebido», no debe existir.
Gasking afirmó que la creación del mundo es el logro más maravilloso que se pueda imaginar. El mérito de tal logro es el producto de su calidad y la discapacidad del creador: cuanto mayor sea la discapacidad del creador, más impresionante es el logro. La inexistencia, afirma Gasking, sería la mayor desventaja. Por lo tanto, si el universo es el producto de un creador existente, podríamos concebir un ser mayor, uno que no existe. Un creador inexistente es mayor que uno que existe, entonces Dios no existe. La proposición de Gasking de que la mayor discapacidad sería la no existencia es una respuesta a la suposición de Anselmo de que la existencia es un predicado y la perfección. Gasking usa esta lógica para suponer que la no existencia debe ser una discapacidad.
Oppy criticó el argumento, viéndolo como una parodia débil. Afirmó que, aunque puede aceptarse que sería un mayor logro para un creador inexistente crear algo que un creador que existe, no hay ninguna razón para suponer que un creador inexistente sea un ser superior, que no hay razón para ver la creación del mundo «el logro más maravilloso que se pueda imaginar» y que puede ser inconcebible que un ser inexistente cree algo en absoluto. Craig objetó que «un ser que crea todo sin existir es una incoherencia lógica y por lo tanto es imposible».

#### Gran demonio
La parodia clásica de la Gran Isla se podría objetar apelando que las cosas materiales no pueden ser «necesarias». Luego la parodia se ha cambiado por la de un «gran demonio» de necesaria maldad:
1. Un ser tiene la máxima depravación en un mundo posible dado W si y solo si es omnipotente, omnisciente y completamente malo en W; y
2. Un ser tiene una maldad máxima si tiene una depravación máxima en cada mundo posible.
3. Es posible que haya un ser que tenga la maldad máxima. (Premisa)
4. Por lo tanto, posiblemente, es necesariamente cierto que existe un ser omnisciente, omnipotente y perfectamente malo.
5. Por lo tanto, (por el axioma S5) es necesariamente cierto que existe un ser omnisciente, omnipotente y perfectamente malo.
6. Por lo tanto, existe un ser omnisciente, omnipotente y perfectamente malo.

Timothy Chambers argumentó que el corolario del diablo es más poderoso que el desafío de Gaunilo porque resiste los desafíos que pueden derrotar la parodia de Gaunilo. También afirmó que el corolario sin diablo es un fuerte desafío, ya que «respalda» el corolario sin diablo, que «amenaza el argumento de Anselmo en sus mismos cimientos».

#### Conjetura de Goldbach
Unas parodias intentan mostrar que es absurdo otorgar la posibilidad de algo que es metafísicamente necesario bajo la lógica modal. Por ejemplo, el platonismo matemático y realismo modal sostiene que los objetos matemáticos (números, figuras geométricas, funciones, etc.) son metafísicamente necesarios. Por ejemplo, si "2+2=4" es posible en el mundo actual, tiene que serlo en todos los mundos posibles necesariamente. La «conjetura de Goldbach» en matemáticas es un problema no resuelto en la teoría de números que indica que «cada entero par mayor que 2 se puede expresar como la suma de dos números primos». Entonces:
1. Si la conjetura de Goldbach es correcta, entonces es necesariamente cierta.
2. Es posible que la conjetura de Goldbach sea correcta.
3. Por lo tanto, es posible que sea necesariamente cierto que la conjetura de Goldbach sea correcta.
4. Por lo tanto (por el axioma S5) es necesariamente cierto que la conjetura de Goldbach sea correcta.
5. Por lo tanto, la conjetura de Goldbach es correcta.

Esto convertiría cualquier área «no probada» de las matemáticas que «podría ser verdad» en algo que «debe ser verdad». Este argumento no solo no prueba la conjetura de Goldbach, sino que no proporciona ninguna demostración para pensar que la conjetura sea necesariamente cierta, ya que no hay razón para pensar que la conjetura de Goldbach sea posiblemente cierta desde el principio, a no ser que ya se presuponga que lo es.

### Argumento ontológico invertido
Cuando Alvin Plantinga presentó su argumento ontológico modal definió otro término, la «no maximalidad», que es «la propiedad de ser tal que no existe un ser máximamente grande», la cual si se ejemplificase en un mundo posible entonces la máxima grandeza no se ejemplificaría en todos los mundos posibles. Esto ha dado a surgir parodias que tratan de usar un mismo argumento corolario invirtiendo las premisas para demostrar la inexistencia de Dios. Alexander Pruss ejemplifica un corolario del argumento modal:

Argumento ontológico modal:
1. Necesariamente: Si hay un Dios, entonces necesariamente hay un Dios. (Premisa)
2. Posiblemente, hay un Dios. (Premisa)
3. Entonces, posiblemente necesariamente hay un Dios. (Por 1 y 2)
4. Entonces, hay un Dios. (Por 3)

Argumento ontológico ateo:
1. Si hay un Dios, entonces necesariamente hay un Dios. (Premisa)
2. Posiblemente, no hay un Dios. (Premisa)
3. Entonces, no es necesario que haya un Dios. (A las 6)
4. Entonces, no hay un Dios. (Por 5 y 7)

Graham Oppy sostiene que hay una simetría en ambos argumentos «que no puede romperse por un mero decreto». Para romper la simetría de ambas formulaciones se han presentado argumentos a favor de la solidez del argumento original cuando se combina con otros argumentos a favor del teísmo. 
Un intento para apoyar la premisa de posibilidad en la versión del argumento de Plantinga fue presentado por Pruss con el aforismo del filósofo indio Adi Shankara de los siglos VIII y IX d. C. de que si algo es imposible, no podemos tener una percepción de que es el caso. De esto se sigue que si tenemos una percepción de p, entonces aunque no sea el caso de p exista, al menos es posible que p. Si los místicos de hecho perciben la existencia de un ser máximo máximo, se deduce que la existencia de un ser máximo es al menos posible.
William Lane Craig defiende que «la idea de un ser máximamente grande es intuitivamente una idea coherente, por lo que parece plausible que tal ser pueda existir. [...] Esto proporciona una garantía prima facie para pensar que es posible que exista un ser máximamente grande». Según Craig, el argumento «podría desempeñar su papel en un caso acumulativo a favor del teísmo [...] para llevarnos a la conclusión global de que Dios existe». No obstante, al basarse en evidencia a posteriori se admite que el argumento ontológico no es en sí suficiente a priori, es decir, no se puede inferir la existencia de Dios solo mediante su concepto, por lo que Craig dice que «Anselmo se equivocó al pensar que había descubierto un único argumento [...] para demostrar la existencia de Dios en toda su grandeza».
No obstante, también se ha defendido el argumento invertido apelando a argumentos en contra de la existencia de Dios (ver Problemas con el concepto de Dios). Joseph Schmid arguye que mediante la aplicación de lógicas modales más "débiles" con el axioma S4, que establece que si algo es necesario cierto, entonces necesariamente es necesario (en símbolos lógicos: {\displaystyle \Box A\to \Box \Box A}); la simetría se rompe y cae en favor del argumento ateo.
Por otro lado, John Leslie Mackie argumentó que otra opción es suspender el juicio respecto a los dos argumentos, o aceptar lo menos extravagante, lo cual para Mackie es la premisa rival porque es menos restrictiva, ya que «todavía permite la excelencia máxima».

### Problemas con el concepto de Dios
Muchos filósofos intentaron demostrar la coherencia de «máxima excelencia» o un ser supremamente perfecto bajo la definición de Dios pretendida por el teísmo clásico: omnipotente, omnisciente y moralmente perfecto. Uno de los principales contra-argumentos, es demostrar que la existencia de Dios implique una contradicción y por consiguiente sea lógicamente imposible (como un soltero casado o un círculo cuadrado).
Michael Martin argumentó que, si ciertos componentes de la perfección son contradictorios, como la omnipotencia y la omnisciencia, entonces la primera premisa del argumento no es razonable. C. D. Broad lo expresa diciendo con el ejemplo que si solo hubiese tres propiedades positivas X, Y y Z, pero dos de ellas son compatibles entre las dos, y la presencia de las dos excluye a la restante. Entonces habría tres seres posibles:
1. Uno que combine X e Y,
2. uno que combine Y y Z,
3. y uno que combine Z y X.

El único tipo de ser superior a cualquiera de estos sería uno que tuviera las tres propiedades, X, Y y Z; y, por hipótesis, esta combinación es lógicamente imposible volviendo a la frase «un ser que no puede ser imaginado ninguno más grande» en un sin sentido, como la frase «el mayor número posible».
Varios problemas fueron planteados hacia el teísmo clásico desde hace siglos, entre ellos el problema del mal, atribuido a Epicuro, que establece que una deidad omnipotente y omnibelevolente no puede existir en un mundo con mal. El problema del mal serviría como argumento un «ontológico contra la existencia de Dios», ya que si Dios existe necesariamente, la mera posibilidad de un mundo incompatible con las cualidades esenciales de Dios hace que Dios sea imposible. Kenneth Einar Himma afirmó que la omnisciencia y la omnipotencia son incompatibles con el concepto del libre albedrío. Esta paradoja, llamada argumento del libre albedrío, haría que el argumento ontológico fuera incoherente, ya que las características requeridas de un ser máximo no pueden coexistir en un solo ser, y por lo que tal ser no podría existir. Michael Martin señaló la ausencia de consenso sobre algunos atributos divinos:

"[R]ara vez se observa que un Ser tan perfecto o un Ser tal que no se pueda concebir un ser mayor no tenga por qué tener todos los atributos de un Dios teísta. Por un lado, tal Ser no tiene por qué ser personal; por otro lado, este Ser no tenía por qué haber revelado Sus objetivos a los seres humanos. Así, por ejemplo, los seguidores de algunas religiones orientales consideraban a su Dios impersonal perfecto o máximamente grande. De hecho, no está claro por qué un Ser perfecto o máximamente grande necesariamente revelaría Sus propósitos en lugar de permitir que sean descubiertos por la razón".

J. N. Findlay publicó en la revista Mind un artículo llamado Can God´s existence be disproved? donde sostiene a partir de la crítica kantiana que la idea de Dios es en sí misma contradictoria, ya que pretende implicar a la existencia como una característica más de su esencia. Hartshorne llamaría más tarde la «paradoja de Findlay» donde «un ser contingente no merecería culto» y «un ser necesario es una contradicción lógica». Esta crítica es llamada la «refutación ontológica», la cual argumenta que Dios debe existir necesariamente y la existencia necesaria es imposible. Findlay concluye:

“Fue de veras un mal día para Anselmo cuando dio con su famosa prueba. Porque en ese día no sólo descubrió algo que es de la esencia de un adecuado objeto religioso, sino también algo que supone su necesaria no existencia”.

El artículo puso de nuevo en cuestión «la existencia de Dios sepultada por la crítica kantiana». Entre las primeras reacciones se encuentra la participación de importantes exponentes del teísmo norteamericanos: Hartshorne, Malcolm y Plantinga; todos defensores de la prueba ontológica.

### Otras críticas

Richard Swinburne sostuvo que Dios es lógicamente contingente y que los argumentos deductivos para su existencia son «inútiles» porque sus premisas son rechazadas.

El filósofo y político teórico Robert Nozick llamó al argumento ontológico como «el más famoso de todos los argumentos filosóficos sospechosos». Nozick jugó con la idea de que Dios lo necesitaría para probar su propia existencia a sí mismo en su libro Invariances: The Structure of the Objective World y también usó la idea de un meta-argumento ontológico para mostrar la existencia de tal argumento.
El filósofo cristiano Richard Swinburne sostiene que los argumentos ontológicos no dan ninguna razón para creer en Dios porque los argumentos deductivos, si bien sus premisas pueden ser verdaderas, no se saben si son ciertas para quienes las cuestionan y, por consiguiente, son rechazadas. El filósofo de la religión Theodore Drange fue más crítico declarando que:

«La mayoría de filósofos se le refieren [al argumento ontológico] ya sea como un sin sentido absurdo cognitivo o un juego de palabras, un puzzle semántico para resolver si alguien tiene tiempo libre. Apenas hay alguien que sea teísta teniendo como base el argumento ontológico. Enseño filosofía a miles de estudiantes, y ni siquiera uno de ellos ha puesto algún valor en él».

Swinburne criticó la noción misma de requerir un argumento lógico para probar la existencia de Dios porque hace que Dios se dependiente de la lógica. «Dios como un ser omnipotente y necesario contradeciría la dependencia de un principio lógicamente necesario para su existencia». Para Swinburne, Dios es un ser lógicamente contingente, por lo que podría no haber existido y la necesidad de Dios no es lógica; pero su existencia si es metafísicamente necesaria como «hecho bruto supremo» de por qué existe todo.
Peter Millican ofreció una objeción nueva y elaborada al argumento ontológico de Anselmo. Millican, piensa que su objeción es más poderosa que cualquier otra porque no disputa las «profundas teorías filosóficas» contenciosas que subyacen al argumento. Peter Millican escribe sobre la doctrina kantiana que la existencia no es un predicado'':

«Esta objeción más popular para el argumento no se ha mantenido del todo convincente bajo escrutinio crítico, en parte debido a que nunca se ha sido totalmente satisfactoria y defendida, pero también en parte debido a sus implicaciones para el argumento son de todos modos bastante oscuras: supongamos que aceptamos que "existe" no es "lógicamente" un predicado, ¿cómo es que esto socava el razonamiento de Anselmo: qué paso en particular no puede pasar [...]?»

En cambio, trata de revelar el «defecto fatal» del argumento al considerar sus «detalles lógicos poco profundos». La objeción de Millican se basa en su interpretación del argumento, según el cual Anselmo se basa en lo que llamó el «principio de la superioridad de la existencia». En resumen, según Millican, el argumento ontológico no establece la existencia de Dios, pero en la versión de Anselmo, al menos, sigue siendo un enigma lógico fascinante.
Karl Marx criticó el argumento ontológico desde un punto de vista hegeliano. Para Marx si el argumento se resume en «lo que yo me represento realmente (realiter) es para mí una representación real y actúa sobre mí» entonces «en ese sentido todos los dioses tanto los paganos como los cristianos, han tenido una existencia real». Esto también se aplica a la crítica de Kant porque si alguien cree tener cien escudos entonces «los cien escudos imaginados tienen para él igual valor que escudos reales» como ocurre en las socidades con papel moneda. Por tanto para Marx «las pruebas de la existencia de Dios no son nada más que pruebas de la existencia de la autoconciencia esencial del hombre».